# Азербайджанцы
Азербайджа́нцы (азерб. azərbaycanlılar / آذربایجانلیلار / азәрбајҹанлылар; [ɑːˌz̪ʲæɹʲ.baɪ̯.d͡ʒɑn̪.n̪ɨˈɫ̪ɑɾ]) — тюркский народ, составляющий основное население Азербайджана и северо-западного Ирана. Помимо Ирана и Азербайджана, традиционно проживают на территории современных России (Дагестан) и Грузии (Кахетия и историческая область Борчалы — совр. Квемо-Картли), а также в Турции (Карс и Ыгдыр).
Говорят на азербайджанском языке.
Верующие в основном исповедуют ислам, большая часть — шиитского толка (джафаритский мазхаб), меньшая — сунниты-ханафиты.
Относятся к каспийскому типу европеоидной расы.
Формирование азербайджанского этноса на территории Восточного Закавказья и Северо-Западного Ирана представляло собой многовековой процесс, завершившийся в основном к концу XV века.

## Этноним

### Экзонимы
В источниках XVI—XVII веках азербайджанцы вместе с другими народами Сефевидского государства обозначались термином «кызылбаши», которое первоначально применялось к объединению тюркских кочевых племён. В начале XVIII века, русские войска, впервые встречаясь с азербайджанцами во время Петровских походов на Кавказ, не делали между ними и другими нехристианскими народами никакой разницы. Для них существовали только бусурмане (то есть нехристиане, мусульмане). В «Манифесте» Петра I, опубликованного в 1722 году в Астрахани перед его «персидским походом», отмечаются четыре народности Закавказья и Ирана: «фарсы, аджеми, армяне и грузины», где под аджемами подразумеваются азербайджанцы. Согласно Али Арслану, таким же названием азербайджанцев в XV—XVIII веках называли в Османской империи. А. К. Алекперов, однако, отмечал, что для османских тюрок «аджам» (ﻋﺠﻢ) было общим названием как для азербайджанцев, так и для иранцев. Во внимание принимался не факт их языкового различия, а принадлежность к шиитскому толку ислама. Живший в первой половине XIX века армянский писатель и этнограф Хачатур Абовян, описывая культуру и нравы курдов, сообщал, что сунниты называли татар (то есть азербайджанцев) и персов «одним общим позорным именем Аджам».

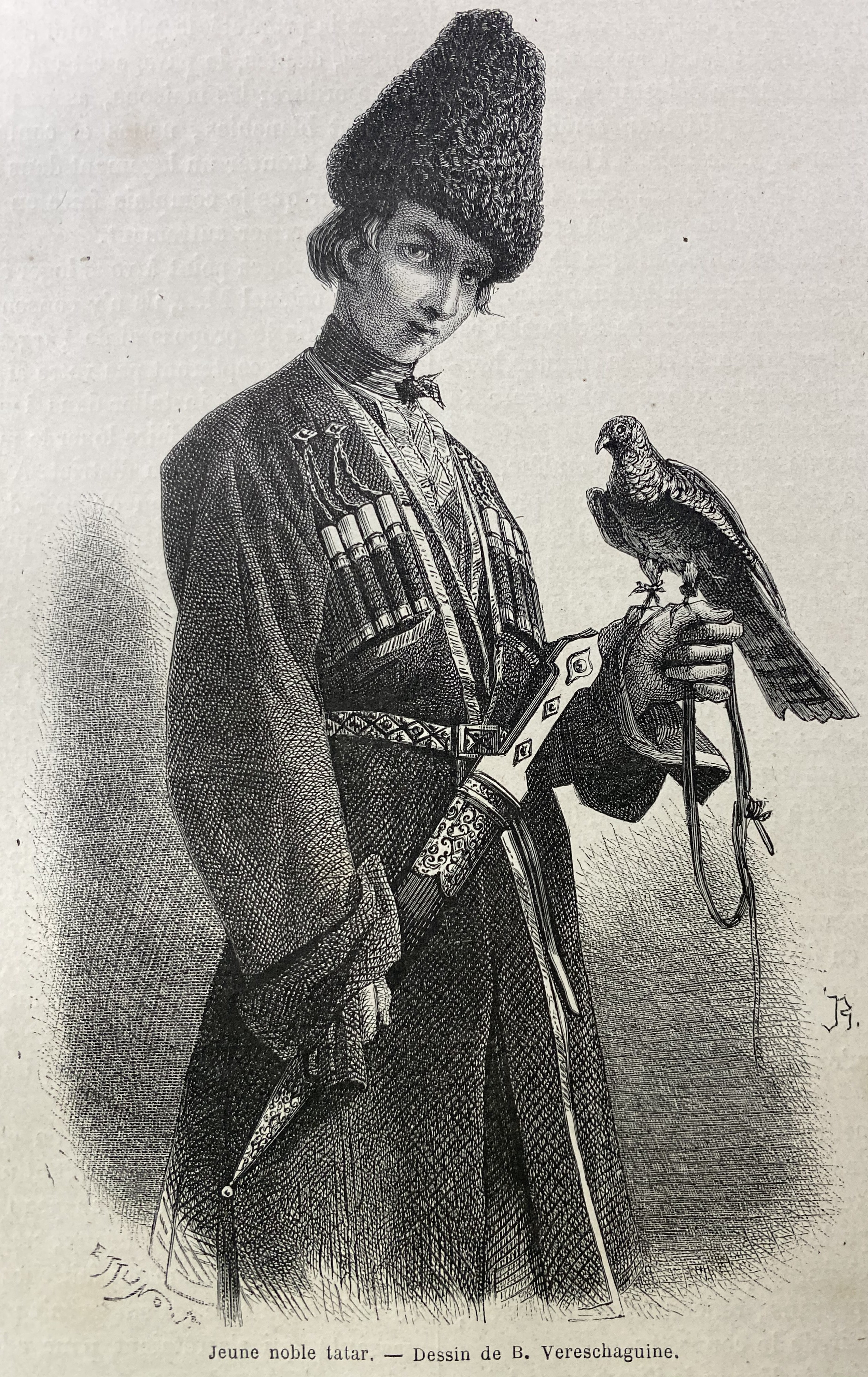
«Молодой знатный татарин» (азербайджанец). Рисунок В. Верещагина. Шуша, 1865

В начале XIX века в актах и российских документах употреблялся общепринятый на тот момент термин «азиатцы», а вслед за ним — название «мусульмане». После того, как Южный Кавказ стал частью Российской империи, российские власти, которые традиционно называли все тюркские народы татарами, стали именовать азербайджанцев кавказскими, азербайджанскими или адербейджанскими татарами, чтобы отличить их от других тюркских народов. Само название представляет собой искажение от Атропатены, провинции древнего Ирана.
Этноним «азербайджанцы» в различных формах использовался в академической литературе с конца XIX века. В одном только Энциклопедическом словаре Брокгауза и Ефрона встречается несколько таких форм. Так, в статье «Персы» (Т.XXIII, 1898) ЭСБЕ называл азербайджанцев «азербейджанцами», а в статье «Тюрки» (Т.XXXIV, 1901) — тюрками иранского типа — «адербейджанами персидскими и кавказскими». В другой статье — «Тюрко-татары» (Т.XXXIV, 1901) — ЭСБЕ называет азербайджанцев «адербайджанскими татарами», отмечая при этом, что ряд учёных (в частности, Ядринцев, Харузин, Шантр) предлагали называть адербайджанских татар «адербайджанами», но это к тому времени ещё не привилось. В. А. Шнирельман отмечает, что до революции название «азербайджанцы» ещё не устоялось и указывает, что «в работе одного и того же автора его можно было встретить в формах „Адербейджан“, „Азербейджан“ и „Адзербейджан“».
В Русской энциклопедии (1911) приведены три варианта обозначения: «адербейджанские татары», «адербейджанцы» и «закавказские татары». Французский антрополог и этнограф Жозеф Деникер в своей работе, опубликованной в 1900 году, называл азербайджанцев «адербайджанцами, тюркоговорящими иранцами Кавказа и Персии». В 1-м издании «Энциклопедии ислама», в статье французского востоковеда Клемана Юара «Карабах» (Ḳara-Bāg̲h̲), половина населения была указана «адарбайджанцами» (Ād̲h̲arbaid̲j̲ānī).
В дореволюционной России азербайджанцев также называли «персами». Так, секретарь Дагестанского областного статистического комитета Е. И. Козубский о населении Дербента писал, что оно в основном состоит из «адербейджанских татар шиитского толка, которых часто ошибочно называют персиянами, с которыми они имеют общего только веру». Часто их персами называли в Турции, что было отмечено туркологом П. А. Фалёвым. В Иране этноним «персы» также использовался по отношению к другим этническим группам. Например, французский путешественник Шарден, побывавший в конце XVII века в Персии, отмечал, что «персами» тогда обозначалось всё население страны вне зависимости от этнической принадлежности.
Суннитское население Карса называло азербайджанцев «шия» (редко использовали название «аджем»). Проживавшие в Ордубадском районе зоки именовали азербайджанцев курдами, а туркмены — армянами.
У многих народов Кавказа к азербайджанцам используется название с именем кажар (каджар), также одновременно обозначающее иранцев: къаджарлы у карачаевцев и балкарцев, гӀажарий — у чеченцев (и ингушей), къажар — у кумыков, лакцев и даргинцев. У аварцев, андийцев, чамалалов, багулалов и арчинцев с этнонимом азербайджанцы связан термин падар. Однако среди лакцев, даргинцев, аварцев и арчинцев известно ещё одно название азербайджанцев — хӏамшари (гъамшари), означающее в персидском языке «земляк», «соотечественник» (у арчинцев существует ещё одно название азербайджанцев — цилишду). Цахуры, а также рутульцы и аварцы Шеки-Закатальской зоны Азербайджана называют азербайджанцев — мугъал (мугалы); ахвахцы — азербежано, гьвадаро, къажаро, хӏабашаради.

### Эндоэтнонимы
Жители, ведшие полукочевой образ жизни и сохранившие пережитки патриархально-племенных отношений, именовали себя по племенной или родовой принадлежности (авшары, текели, кенгерли, айрумы и т. д.). Оседлое сельское и городское население, экономическая сфера деятельности которых была ограничена узкими рамками отдельных мелких районов Азербайджана, зачастую экономически оторванных друг от друга, называло себя по территориальному признаку (ширванцы, карабахцы, шекинцы, кубинцы и бакинцы). А. Алекперов рассматривал последнее как пережиток существовавшей до этого разобщённости, когда существовали ряд мелких ханств.
В то же время бытовало наименование и по религиозному признаку — «мусульмане». Например, так обращался к соотечественникам поэт конца XIX в. Мирза Алекпер Сабир. Советско-российский историк и философ Д. Е. Фурман также отмечал, что азербайджанец XIX века определял себя как мусульманин, шиит или суннит, говорящий на тюркском (татарском) языке и который происходит из таких-то местности и рода. То, что у азербайджанцев религиозное самосознание порой заслоняло этническое, в одной из своих статей показал композитор Узеир Гаджибеков, где нация, язык и религия именовались мусульманскими. Его современник Мамед Эмин Расулзаде, в свою очередь, приводит диалог турецкого паши и солдата-азербайджанца: «К какой нации ты принадлежишь, Мамед?» — «Слава Богу, мусульманин». На это обращали внимание советские этнографы, имевшие дело с людьми того поколения. Например, Н. М. Марр в 1920 году писал: «Культурное самоопределение кавказских адербейджанцев пока носит лишь религиозный характер, притом общемусульманский, поддерживаемый господствующим классом крупных землевладельцев». Н. Г. Волкова, проводившая в 1970-х гг. полевые исследования среди грузинских азербайджанцев, сообщала, что у лиц старшего поколения этническое самосознание было «мы мусульмане».
Среди азербайджанских исторических деятелей и деятелей культуры можно встретить разные формы обращения в адрес азербайджанского народа. Поэт и везир Карабахского ханства Молла Панах Вагиф делил Азербайджан только по кочевым племенам «эл». Писатель и философ-материалист Мирза Фатали Ахундов в применении к азербайджанцам использовал наименования «кавказцы», «мусульмане», «татары». Н. Нариманов, напротив, до конца своей жизни называл себя тюрком.
По мере роста национального самосознания у тюркоязычных народов России, в ряде случаев происходил отказ от «колонизаторского» наименования типа «сарт» по отношению к узбекам или «татар» по отношению к азербайджанцам, противопоставить которым стремились самоназвание. Так в качестве самоназвания азербайджанцы и узбеки использовали обобщающее в то время имя турк. По сообщению Л. М. Лазарева за 1866 год «адербиджанские мусульмане отнюдь не называют себя татарами, а турками…», а в узбекской национальной печати начала XX века узбек обозначался как турк, туркістанлi турк. Родоначальник азербайджанской печати Гасан Зардаби в газете Экинчи именовал азербайджанский язык «тюркским». Видный азербайджанский общественный деятель, журналист Мамед Ага Шахтахтинский, в 1891 году на страницах газеты «Каспий» в статье «Как называть закавказских мусульман» рекомендовал называть «закавказских мусульман - азербайджанскими тюрками, а их язык тюркско-азербайджанским». Термин «азербайджанцы», или «азербайджанские тюрки» в азербайджанской среде был впервые предложен в 1891 году либеральной бакинской газетой Кешкюль для обозначения народа, живущего по обе стороны ирано-российской границы, и с конца XIX века этот термин стал распространяться в Елисаветпольской губернии в качестве самоназвания. Впервые азербайджанцы всенародно были названы нацией во время Иранской конституционной революции, когда азербайджанский провинциальный энджумен разослал во все крупные города Ирана телеграмму, в которой объявил, что «миллети Азербайджан», то есть «азербайджанская нация», отказались признать сюзеренитет Мохаммад Али-шаха.
После образования Советского Азербайджана в качестве официального наименования основного его населения наряду со словом «азербайджанцы» утвердилось также слово «тюрки», которое в качестве самоназвания пытались также ввести узбеки и татары. Таким образом, азербайджанский язык назывался тюркским, а от слова тюрк был образован женский род — тюрчанка. В первой советской переписи 1926 года азербайджанцы предстали как «тюрки». В связи с тем, что в официальных документах встречались наименования, указывающие на наименование республики (например, «гражданин Азербайджанской ССР»), а население именовалось «тюрками», это затрудняло единообразно именовать складывающуюся социалистическую национальность. Стремясь достичь такого единообразия, прибегли к словосочетаниям «азербайджанские тюрки», или «азербайджанские турки», но такое положение дел не отвечало тогдашнему времени. При обсуждении Проекта Конституции СССР 1936 года этнонимическая терминология, касающаяся названия народов и народностей СССР, была упорядочена. На этом фоне в числе других было принято официальное наименование «азербайджанцы», под которым этот народ отмечался в переписи 1939 года, а семантическая клетка тюрк на этот раз полностью освобождалось от обозначения конкретно-видовых понятий.
После обретения Азербайджаном государственной независимости в 1991 г. наблюдается очередной всплеск в азербайджанском обществе дискуссии вокруг усиленного поиска собственного этнического «Я». Несмотря на доминирующий эндоэтноним азербайджанлы, часть населения, особенно в сфере интеллектуальной элиты, все еще продолжает использовать самоназвание тюрк или азербайджан тюркю.
Как отмечает американский тюрколог Кемал Силай, большинство тюркологов Турции считают, что существует единый тюркский язык с многочисленными диалектами. В большинстве случаев этот аргумент вызван ультранационалистической и экспансионистской идеологией, предполагающей существование единого «тюркского мира». На самом же деле, носители тюркских языков, несмотря на языковую близость, предпочитают идентифицировать себя как «казахи», «узбеки», «азербайджанцы» и т. д., поскольку обладают большими отличиями в истории, культуре и традициях, и реже «тюрки».
Азербайджанцы Ирана называют себя «тюрками», в отличие от кюрт (курдоязычных) и фарс (персоязычных), основных этнических групп, с которыми они имеют наибольшую связь. Американский антрополог Ричард Уикис также отмечает, что азербайджанцы Ирана в зависимости от своего места проживания используют также обозначения шахсевен, афшар и каджар.

## Этногенез
Согласно энциклопедии Британника, азербайджанцы имеют смешанное этническое происхождение, самым древним элементом которых является местное население Восточного Закавказья и, возможно, ираноязычные мидяне, проживавшие в северной Персии. Это население было персизировано в период правления династии Сасанидов в Иране (III—VII века н. э.). Началом тюркизации населения можно считать завоевание региона турками-сельджуками в XI веке и продолжающиеся потоки миграции тюркских народностей в последующие века, в том числе тех, которые переселились в период монгольских завоеваний в XIII веке (большая часть племён, составляющих монгольские войска, а также вынужденных мигрировать вследствие монгольских завоеваний были тюркскими).
Американский иранист Ричард Фрай отмечал, что тюркоязычное население области Азербайджан в основном происходит от более ранних носителей иранского языка, а массовое переселение тюрков-огузов в XI и XII веках постепенно тюркизировало Азербайджан, как и Анатолию.
Американский историк и востоковед-тюрколог Питер Голден, рассказывая об этногенезе азербайджанцев, отмечал, что иранизация, особенно на территории области Азербайджан, началась с его включения в ряд иранских государств начиная с эпохи мидийцев. Тюркское проникновение, по предположению Голдена, началось в гуннскую эпоху и после неё. Постоянное давление со стороны тюркских кочевников было свойственно хазарской эпохе, хотя однозначных упоминаний о постоянных тюркских поселениях той эпохи нет. По мнению Голдена, это произошло с приходом огузов в XI веке. Тюркизация большей части Азербайджана, по мнению советских учёных, была завершена в основном в период Ильханидов, если не во времена поздних сельджуков. Турецкий историк Фарук Сюмер выделяет три периода тюркизации: сельджукский, монгольский и постмонгольский (Кара-Коюнлу, Ак-Коюнлу и период Сефевидов). В первые два периода огузские тюркские племена продвинулись или были вытеснены к западным границам (к Анатолии) и к Северному Азербайджану (в Арран и Муганскую степь). В последний период к тюркским элементам в Иране (происходившим от огузов, с меньшими примесями уйгуров, кыпчаков, карлуков и других тюрков, пришедших в Иран в эпоху Чингизидов, а также тюркизированных монголов) присоединились теперь анатолийские турки, возвращавшиеся обратно в Иран. Это стало завершающим этапом тюркизации. По мнению Голдена, подход Сюмера более верный.
Иранский историк и лингвист Ахмед Кесрави в своей статье 1922 года считал тюркоговорящее население Ирана (преимущественно азербайджанцев) тюрками, мигрировавшими в значительных количествах из Средней Азии в Иран, которые вступали в браки с местным населением, переняли их культуру и обычаи, объясняя это тем, что, если бы тюрки мигрировали в Иран в малых количествах, то они бы обязательно ассимилировались, а насаждение языка меньшинства большинству маловероятно.  В дальнейшем Кесрави поменял взгляды на прямо противоположные, считая азербайджанцев тюркизированными иранцами, однако эта перемена может быть связана с его идеологическими взглядами.
Согласно Заки Валиди Тогану, тюркизация на монгольском этапе представляла собой не ассимиляцию, а замещение иранского населения. Значительное количество иранцев Азербайджана было вырезано, оставшиеся бежали в соседние регионы (так, увеличение иранского населения в Ираке Арабском Тоган объясняет миграцией из Азербайджана и Ирака Аджемского) из-за тюрко-монгольского гнёта, которое в Азербайджане было особенно сильным, ввиду их массового расселения в этом регионе. Количество тюрко-монгольских племён, которые прибыли в Азербайджан, Тоган, основываясь на первичных источниках, оценивает в 2 миллиона человек. С учётом того, что местные тюрки гонениям не подвергались, Азербайджан в этот период превратился в практически тюркский регион. При этом, как указывает Тоган, в Тебризе и Мараге, которые не подверглись разрушению, иранский элемент сохранился и в дальнейшем был ассимилирован.
Как отмечается в Encyclopedia of Russian History, даже после завоевания арабами в VII веке Азербайджан сохранял свой иранский характер. Появившиеся в регионе сельджуки слились с коренным населением, а персидский язык был вытеснен тюркским диалектом, превратившимся в дальнейшем в азербайджанский тюркский язык. В статье про «Адарбайджан», В. Ф. Минорский отмечал, что характерные черты азербайджанского языка — такие как персидская интонация и отказ от вокальной гармонии — отражают нетюркское происхождение тюркизированного населения. Согласно шведскому тюркологу и лингвисту Ларсу Йохансону, на протяжении веков азербайджанцы в силу религиозных и политических противоречий были разобщены с турками Турции. В то же время история Азербайджана демонстрирует значительное культурное влияние Ирана.
Учёный-кавказовед Роберт Хьюсен отмечает, что точка зрения на происхождение большей части населения Азербайджана от албан неверна, потому что в этом случае игнорируется этническое разнообразие албанской федерации племён на севере от Куры, арменизация южного побережья этой реки, а также тюркская иммиграция в регион. Американский историк Д. Бурнутян считает, что албаны не являются непосредственными предками современных азербайджанцев, поскольку к моменту проникновения тюрок в Закавказье албанские племена были сначала поглощены зороастрийской Персией, а затем исламизированы арабами. По мнению Рональда Суни, многие из албан, приняв армянское христианство, со временем стали считать себя армянами, другая же часть, приняв ислам, позже слилась с азербайджанцами.
Немецкие кавказоведы Йост Гипперт и Вольфганг Шульце, полагают, что албанское племя гаргар, жившее на востоке алуанской провинции Утик, чей язык лёг в основу письменного албанского языка, либо позже мигрировало на север от реки Алазани, либо ассимилировалось в основном тюркоязычным населением современного Азербайджана.
Американский историк Джеймс Стюарт Олсон считает, что в древности и средние века кавказские албаны принимали участие в этногенезе и азербайджанцев.
Фуат Кёпрюлю пишет, что новый наплыв тюрко-огузских масс со вторжением монголов (XIII век) привёл к усилению этнического, лингвистического и литературного разрыва, который и так постепенно происходил между тюрками Азербайджана и Восточной Анатолии с одной стороны и Западной Анатолии с другой. Тюрки Азербайджана и Восточной Анатолии продолжали развиваться в иных условиях, чем тюрки Западной Анатолии, к тому же под сильным влиянием Персии. Наиболее явным показателем этнического разделения было лингвистическое разделение, и с середины XIV века уже появляется географическая граница азербайджанского и турецкого языков (по Мухаммеду Эргину, проходящая по линии Самсун—Сивас—Искендерун), к востоку от которой (Азербайджан, Иран, Ирак, Восточная Анатолия) тюрки стали говорить на находящемся в процессе выделения азербайджанском (в Средневековье именуемым туркменским (не путать со среднеазиатским туркменским) или аджамским тюркским. Эта лингвистическая дифференциация уже была очевидна для современников в XV—XVI веках.
Этнокультурному разделению турок и азербайджанцев сильно способствовали политические факторы. В конце XIII века на руинах Конийского султаната и монгольского Государства Хулагуидов начали образовываться независимые бейлики, которые со временем разделились на два противоборствующих «центра силы» — западную в лице Османского государства и восточную в лице Караманского бейлика, бейлика Кади Бурханеддина и конфедерации Ак-Коюнлу. Затем восточными антиподами Османской империи стали государства Кара-Коюнлу, Ак-Коюнлу и Сефевидов. В итоге вокруг западного центра формировался турецкий язык и турецкий этнос, а вокруг восточного центра — азербайджанский язык и этнос, что в конце концов (по Ш. Мустафаеву — к концу XIV века) привело к этнолингвистическому разделению азербайджанцев и турок.
Ряд исследователей отмечают принятие шиизма в начале XVI века в период правления Сефевидов как окончательный фактор формирования азербайджанского этноса.

### Генетика

Кладограмма родственных отношений между некоторыми народами Евразии, основанная на данных по гаплогруппам Y-хромосомы

Происхождение азербайджанцев всё ещё доподлинно неизвестно. На момент 2018 года, исчерпывающие исследования Y-хромосомы азербайджанцев ещё только предстоит сделать, причём исследование должно проводиться по всему ареалу проживания азербайджанцев, а количество обследованных должно быть четырёхзначным.
В 2003 году авторы одного из генетических исследований на основе анализа Y-хромосомы, наследуемой по мужской линии, и исследования 2001 года митохондриальной ДНК, наследуемой исключительно по материнской линии, пришли к выводу, что присутствие в регионе армянского и азербайджанского языков является результатом смены языка, которая произошла без какого-либо обнаруживаемого вклада исходных индоевропейских и тюркских групп населения соответственно. По их мнению, индоевропейские/тюркские группы мигрантов из-за пределов региона, принесшие свои языки, были очень малы и/или не смешивались широко с местным населением и в любом случае эти группы мигрантов извне региона оказали незначительное генетическое влияние на местное население.
В 2011 году были проведены исследование Y-хромосомы в Тебризе среди 100 мужчин и согласно выводам авторов, центральноазиатские популяции не дали существенного притока генов предкам тюркоязычных народов Южного Кавказа и Малой Азии, а процесс распространения тюркского языка происходил, вероятно, за счёт небольшого числа мужчин, принадлежавших к политической элите, которые оставили весьма слабый генетический след в современном населении региона.
Кроме того, исследования 2013 года показали, что модальный генетический вариант туркмен, практически отсутствует у азербайджанцев, что подтверждает выводы о смене языка населения. Согласно Игорю Дьяконову, основывавшемуся на исследованиях антрополога Льва Ошанина на стабильность ген в различных тюркоязычных популяциях, происходившее в истории можно описать как лингвистическую «миграцию», которая произошла в исторические времена, а именно распространение тюркских языков. В биологически стабильной популяции рецессивные и доминантные гены должны быть сохранены в той же пропорции. Если бы движение тюркских языков сопровождалось массовым движением населения, то процент эпикантуса в носителях турецкого, азербайджанского, туркменского, казахского, киргизского и узбекского языков должен был быть одинаковым.
В 2013 году было произведено первое значительное исследование генофонда азербайджанцев (на тот момент генофонд азербайджанцев был практически не изучен) в результате которого автор пришёл к мнению, что в генетическом отношении азербайджанцы близки к народам Восточного Кавказа и Передней Азии, также отмечалось, что был установлен факт потока генов из Передней Азии в популяции азербайджанцев.
Исследование Y-хромосомы 2018 года показало доминирование в азербайджанском генофонде переднеазиатских гаплогрупп (55 %), которые были принесены в регион, в котором протекал этногенез азербайджанцев, ещё в период его первичного заселения в мезолите и неолите. При этом авторы исследования отмечают, что большинство предыдущих авторов считали патриленейный генофонд азербайджанцев практически полностью ближневосточным, но в данном исследовании авторы обнаружили в геноме азербайджанцев до 20 % восточноевропейских генетических линий, что, по их мнению, было обусловлено контактами кавказского региона с древним населением Восточной Европы (а не современной миксацией), центральноазиатские (18 %), которые авторы связывали со средневековым тюркским вторжением и южноазиатские (6 %), которые наличествуют у всех народов данного региона.

### Исследование в Шекинском районе Азербайджана
В шестидесятых годах XX века советскими генетиками были проведены исследования в Азербайджане. В частности, в Шекинском районе были обследованы 19 азербайджанских сёл, на предмет распределения гена дефицита Г-6-ФД. В ходе них было выявлено различие на генном уровне между жителями этих сёл и населением села Шин, основанного в конце XVIII века переселенцами из Дагестана. В селе Шин за исключением одного человека (мать азербайджанка), у всех остальных полностью отсутствовал ген дефицита Г-6-ФД, который отмечался у жителей окружающих азербайджанских сёл. Подчёркивалось, что «отсутствие гена дефицита Г-6-ФД в некоторых этнических группах, переселившихся в Азербайджан более 200 лет назад, может быть объяснено только очень значительной до самого последнего времени этнической изоляцией, создавшей генный барьер, гораздо более выраженный, чем возникающий под влиянием различных географических причин».

## История

### Новое время

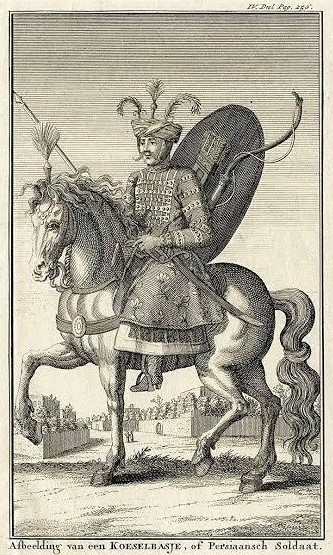
Кызылбаш, XVII век. Из книги Жана Шардена

Азербайджанцы веками доминировали в Иране и были господствующим этносом. С помощью азербайджанцев в 1501 году была создана Сефевидская империя, в котором Азербайджан составил ядро и преобладали азербайджанские феодалы. Азербайджанцы были основной опорой государства и управляли им, они господствовали над иранцами и презирали их, военная знать также набиралась из их числа. Азербайджанский язык был языком армии и двора и являлся родным языком шахов, которые писали на нём и развивали азербайджанскую литературу.
В первый период правления иранской династии Сефевидов азербайджанцы доминировали в управлении Персией, а местный вариант тюркского языка и персидский язык испытывали сильное взаимное влияние. После падения династии Сефевидов в XVIII веке и хаоса последующих лет, на территории проживания азербайджанцев образовались два десятка полунезависимых ханств, в основном во главе с азербайджанскими тюркоязычными династиями. Последовавшие в начале XIX века русско-персидские войны привели в 1828 году к разделу регионов проживания азербайджанцев по реке Аракс, согласно Туркманчайскому договору, по которому северный Азербайджан (современная Азербайджанская Республика) перешёл под контроль Российской империи, а южный (Иранский Азербайджан) остался в составе Персии. В период Каджаров азербайджанский язык был преобладающим, его значение и значение азербайджанцев в целом было столь значительным, что первые студенты, отправленные за границу в начале XIX века для обучения в Европе, были все из Азербайджана и многие из них даже не владели персидским.

### Новейшее время
До 1918 года у азербайджанцев не существовало собственной государственности, и в отличие от соседних грузин и армян, считавших себя продолжателями многовековой национальной традиции, мусульмане Закавказья рассматривали себя как составную часть большого мусульманского мира, уммы.
Даже родоначальники политического тюркизма в Азербайджане Ахмед бек Агаев (1869-1939) и Али бек Гусейн-заде (1864-1940) в начале своей деятельности находились под влиянием исламистских идей.
После распада Российской империи в 1918 году была провозглашена первая на мусульманском Востоке парламентская демократическая республика — Азербайджанская Демократическая Республика (АДР), просуществовавшая два года. В результате советизации Азербайджана была образована Азербайджанская ССР. К 1925 году в Азербайджанской ССР проживало 1 241 758 азербайджанцев, составлявших 59,6 % населения республики, а также 45,028 тюрок Персидского Азербайджана (то есть иранских азербайджанцев). Многие азербайджанские революционеры, активно боровшиеся за установление советской власти, станут инициаторами серьёзных преобразований в азербайджанском обществе, но погибнут в ходе массовых репрессий 1930-х гг. В годы Великой Отечественной войны, несмотря на имевший место коллаборационизм (например Азербайджанский легион), большая часть азербайджанцев защищала свою родину в рядах Красной Армии (с оружием в руках сражался каждый пятый житель Азербайджана, сотни тысяч из этих советских граждан погибли на полях сражений; среди азербайджанцев много получивших различные награды за боевые заслуги, из них несколько десятков азербайджанцев получили звание Герой Советского Союза). В составе ограниченного контингента советских войск в Афганистане 7,5 тыс. азербайджанцев участвовали в Афганской войне, из которых погибло 195. В январе 1990 года в результате подавления в Баку политической оппозиции подразделениями Советской Армии погибло более сотни человек из числа гражданского населения, в основном азербайджанцев. Азербайджан восстановил независимость в 1991 году, но в результате Нагорно-карабахского конфликта согласно официальным данным азербайджанских властей, более 1 миллиона азербайджанцев стали беженцами и внутренне перемещёнными лицами (за пределами Азербайджана эта цифра характеризуется как политически мотивированная, их количество оценивается в 750—800 тысяч человек). В феврале 1992 года сотни мирных жителей-азербайджанцев стали жертвами Ходжалинской резни. В результате конфликта, в 1988—1989 годах из Армении в Азербайджан прибыло 186 тысяч азербайджанцев. В 1991—1994 годах приблизительно 500 тысяч азербайджанцев, жителей Нагорного Карабаха и прилегающих районов, были изгнаны из своих домов, а из приграничных районов бежали около 30 тысяч азербайджанцев.
В настоящее время большая часть азербайджанцев традиционно расселена в четырёх государствах: Азербайджане, Иране, Грузии и России (Дагестан). 18 декабря 2008 года в Баку была принята «Хартия солидарности азербайджанцев мира», главной целью которой является объединение азербайджанцев, проживающих во всём мире.

### В Иране
В начале XX века азербайджанцы Ирана сыграли значительную роль в социально-политической истории страны. Они сыграли значительную роль в становлении иранского национализма. Писатель-просветитель Мирза Фатали Ахундов был одним из предшественников романтического, современного иранского национализма. При этом, как отмечает Свентоховский, Ахундов
сочетал более широкую иранскую идентичность с идентичностью азербайджанской, употребляя термин “ветен” (родина) — для обозначения обеих стран. С этой идеей Ирана как “родины родин” он стал важнейшей фигурой литературного возрождения, процесса, который, по иронии истории, вёл к освобождению азербайджанцев в Российской империи от длившегося столетиями иранского культурного доминирования. Эта “деиранизация” нашла определенную поддержку у российских властей, стремившихся ослабить идентификацию азербайджанцев с Ираном".

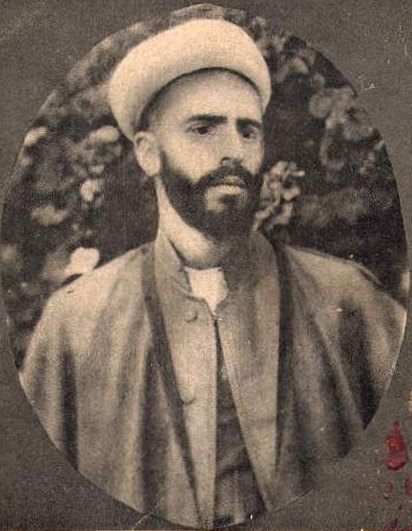
Шейх Хиябани, предводитель национально-освободительного движения в Иранском Азербайджане, направленного против шахского режима

Большое воздействие на иранских интеллигентов в начале XX столетия оказала деятельность тебризского азербайджанца Мирзы Абдуррахима Талибова Табризи. Глубокое социально-политическое брожение в иранском обществе, начавшееся при шахе Насир ад-Дине, вылилось при его сыне Мозаффар ад-дине в конституционную революцию, центральную роль в которой сыграло вооружённое сопротивление конституционалистов в северных провинциях страны, в частности Гиляне и Иранском Азербайджане. Выдающимися деятелями революционного движения среди иранских азербайджанцев стали Саттар-хан и Багир-хан. К этому времени относится возникновение и укрепление чувства национального самосознания у азербайджанцев в Иранском Азербайджане, выразившееся в национальном движении за развитие своего родного языка и культуры.
Во время Первой мировой войны турецкие войска летом 1918 года вошли на территорию Иранского Азербайджана и взяли под контроль его столицу Тебриз. Одновременно на территории северного Азербайджана была провозглашена независимая Азербайджанская Демократическая Республика. Это позволило демократической партии Шейха Хиябани в Тебризе начать национально-освободительное движение, направленного против шахского режима. В начале 1920 года Хиябани объявил южный Азербайджан — Азадистаном («Страна Свободы»), но восстание было подавлено войсками Ирана и контроль Тегерана был полностью восстановлен. Появление турецких войск в Тебризе в 1918 году всколыхнули национальные чувства азербайджанцев и стимулировало стремление к объединению азербайджанцев Ирана и Закавказья. После прихода к власти в Иране династии Пехлеви в 1925 году правительство в Тегеране небрежно относилось к азербайджанцам и Пехлеви запретили использование азербайджанского языка в образовании, прессе и делопроизводстве.

Контакт между азербайджанскими частями Ирана и Советского Союза был ограничен до тех пор, пока в 1945 году советские войска не вошли в северный Иран во время Второй мировой войны. Азербайджанский народ получил возможность объединения. В 1945 году на территории, занятой советскими войсками, образовалось Национальное правительство Азербайджана. Однако оно просуществовало всего один год, до момента, пока советские войска не были отозваны назад под нажимом альянса США, Франции и Великобритании. На следующий день несколько тысяч иранских азербайджанцев были убиты. В последующие годы сепаратистские настроения в Азербайджане внимательно отслеживались, и использование азербайджанского языка ещё больше подавлялось.
Также как это делала монархическая власть, исламский режим, пришедший к власти в 1979 году в ходе Исламском революции, принижал этническую разницу между персами и азербайджанцами. Пока лидер исламской революции аятолла Хомейни находился в эмиграции, главным религиозным авторитетом в Иране считался азербайджанец великий аятолла Мохаммад Казем Шариатмадари. После победы исламской революции, он открыто выступил против идеи прямого участия духовенства в управлении государством и был против включения доктрины «Велайат-е факих» в конституцию. В январе 1980 года в Тебризе, населённым преимущественно азербайджанцами, вспыхнул мятеж приверженцев Шариатмадари, подавленный правительственными войска. Несмотря на то, что важные фигуры иранского истеблишмента были этническими азербайджанцами, как например аятолла Али Хаменеи, власти не колебались в выборе средств для подавления вооружённого сепаратизма, применяя тяжёлое оружие, как, например, при подавлении восстания в Тебризе, и казнив сотни азербайджанцев. С другой стороны после исламской революции многие азербайджанцы заняли высшие государственные посты в стране (среди таковых глава временного правительства Мехди Базарган, президент, а затем Верховный руководитель Али Хаменеи, последний премьер-министр Ирана Мир-Хосейн Мусави, председатель Совета экспертов Али Мешкини и.т.д.). Тысячи азербайджанских добровольцев сражались вместе с персами и другими народами Ирана в Ирано-иракской войне, защищая общую родину, причём населённый преимущественно азербайджанцами Ардебиль занимает второе место среди городов по числу погибших в ходе этой войны.
31 декабря 1989 года на территории Нахичеванской АССР толпы людей разрушили советско-иранскую границу. Тысячи азербайджанцев пересекли реку Аракс, воодушевлённые первой за долгие десятилетия возможностью братания со своими соотечественниками в Иране. В тот же день в Стамбуле открылся первый в истории Всемирный Конгресс азербайджанцев.

### В России
В наше время азербайджанцы живут практически во всех регионах России, при этом наиболее крупными, по официальным оценкам, являются азербайджанские общины в Дагестане, Москве, Санкт-Петербурге, Тюменской, Московской, Ростовской, Саратовской, Свердловской и Самарской областях, Красноярском и Ставропольском крае и т. д.
По результатам Всероссийской переписи населения 2002 года, в России проживало 621 840 азербайджанцев; по результатам 2010 года — 603 070 человек.
Постановлением Государственного Совета Республики Дагестан от 18 октября 2000 года № 191 азербайджанцы были отнесены к коренным малочисленным народам Республики Дагестан. В Дагестане они проживают преимущественно в южной части. По результатам Всероссийской переписи населения 2010 года, в Дагестане проживают 130.9 тыс. азербайджанцев что составляет около 4,5 % от всего населения республики. Традиционными занятиями азербайджанцев Дагестана являются земледелие, садоводство, виноградарство. Распространёнными ремёслами являются ковроткачество, ювелирное дело, изготовление медной утвари, тканей, выделка кож и др.

### В Турции
В Турции по оценочным данным проживает около 800 тыс. этнических азербайджанцев. Большинство проживает в восточных регионах Анатолии, расположенных близ границ Азербайджана и Армении. Азербайджанские общины сосредоточены главным образом в Ыгдыре, Карсе (20 % населения города Карс азербайджанцы), в районе Ташлычай ила Агры, районе Шенкая ила Эрзурум и в районах Башкале и Мурадие ила Ван. Подавляющее большинство азербайджанцев, проживающих в иле Карс, были переселены туда после обмена населением 1918—1925 гг. с Армянской ССР. Азербайджанцы, поселившиеся в иле Ван иммигрировали из Иранского Азербайджана примерно четыре поколения назад, в то время как некоторые из азербайджанцев, которые эмигрировали из Казахского района Азербайджана после 1938 и 1945 годов, поселились в Амасии и в районе Эмирдаг ила Афьонкарахисар.

### В Армении

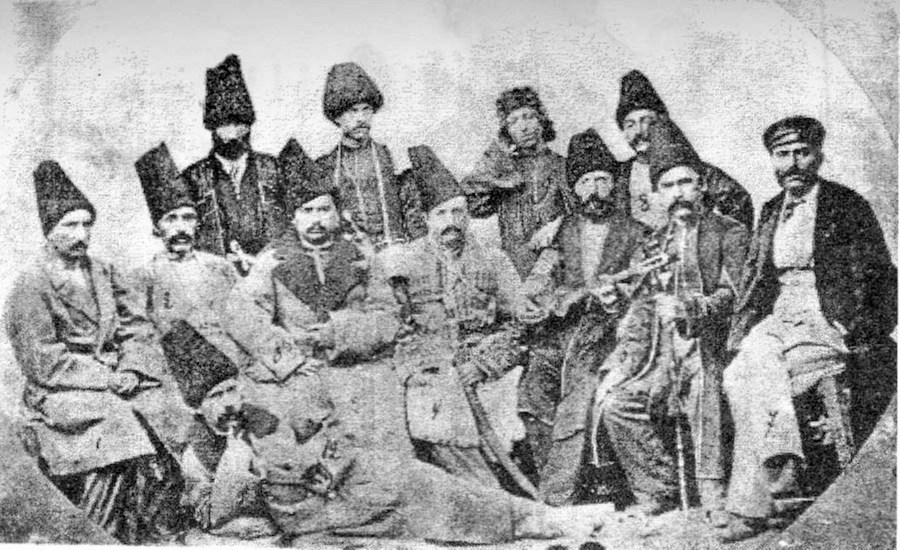
Знатные азербайджанцы Эривани, 1860 год

К началу XX века азербайджанцы, жившие в Армении, подверглись дискриминации, что привело к серьёзным изменениям в этнической картине страны. В 1905—1906 годах Эриванская губерния явилась ареной стычек между армянами и татарами (азербайджанцами), известных у современников как «армяно-татарская резня», спровоцированных, по одному из мнений, царским руководством, с целью отвести внимание народных масс от революционных событий 1905 года. Напряжённость возросла в 1918 году, когда Армения и Азербайджан стали ненадолго независимыми. Оба государства претендовали на одни и те же земли на стыке своих границ. Военные действия на фоне массового прибытия в Армению армянских беженцев из Османской империи привели к резне «татар», в результате чего многие из них бежали в Азербайджан. Особенно отличились в уничтожении мусульманских селений Андраник Озанян и Рубен Тер-Минасян, проводившие политику арменизации территорий некогда совместного армяно-азербайджанского проживания путём заселения их армянскими беженцами из Турции.
В годы советской власти численность азербайджанцев в Армении выросла почти в 3 раза: так, если  1922 году в Армянской ССР насчитывалось 59,644 азербайджанца, то к 1940 году эта цифра выросла в 2,2 раза, достигнув отметки 130,896 человек, а к 1980 году — 160,841 чел.
В 1947 году первый секретарь Коммунистической партии Армении Григорий Арутинов добился принятия Советом министров СССР постановления «О переселении колхозников и другого азербайджанского населения из Армянской ССР в Кура-Араксинскую низменность Азербайджанской ССР», в результате чего до 100 тысяч азербайджанцев подверглись переселению «на добровольных началах» (а по сути — депортации) в Азербайджан в течение следующих четырёх лет, по плану уступая места своего проживания армянским репатриантам из-за рубежа. В результате, с  1940 года до 1959 году численность азербайджанцев в Армении сократилась с 130 тысяч  до 107 тысяч. К 1970 году вновь выросла до 148 тысяч В Ереване доля азербайджанцев, составлявших большинство населения в сер. XVIII—начале XIX вв., упала до 0,7 % в 1979 году и 0,1 % — в 1989.
События в Нагорно-Карабахской автономной области Азербайджанской ССР привели к тому, что азербайджанцы в Армянской ССР всё чаще стали подвергаться преследованиям и вытесняться из республики. Таким образом, остававшиеся до 1991 года азербайджанцы почти полностью покинули Армению.

### В Грузии

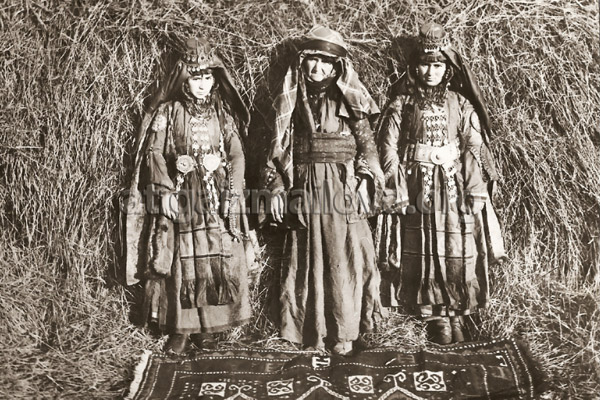
Азербайджанки из Борчалы в украшениях и шёлковых одеждах. XIX век

Н. Г. Волкова, в своей работе «Этнические процессы в Закавказье в XIX—XX в.», отмечает, что в 1480-х гг. в период наступления персидских шахов на Грузию по южным рубежам страны — по р. Акстафе, Дебед и др. поселяются азербайджанцы (казахская, памбакская и шурагельская группы). Согласно «Грузинской советской энциклопедии» в начале XVII века при Аббасе I в Дебедскую долину пришло тюркское племя борчалу, которое и дало региону Борчалы своё название. В 1604 году здесь был создан Борчалинский хаканат (султанство), просуществовавший до XVIII века. Об истории Кахетии в этот период ЭСБЭ пишет: «В начале XVII века (1615—1616 г.) шах Аббас I с несметными полчищами два раза проникал в Грузию, опустошил её, ограбил церкви и забрал значительную часть жителей Кахетии, вместо которых переселил в Грузию до 15 тыс. дворов адербейджанских татар».
В конце марта 1944 года 608 курдских и азербайджанских семей численностью 3240 человек — жители Тбилиси, были переселены внутри Грузинской ССР, в Цалкинский, Борчалинский и Караязский районы. После обретения Грузией независимости и прихода к власти лидеров грузинского национального движения во главе с Звиадом Гамсахурдия, положение этнических меньшинств, в том числе азербайджанцев, существенно ухудшилось. В 1989 году произошли грузино-азербайджанские столкновения, связанные с требованиями азербайджанцев Марнеульского, Болнисского и Дманисского районов о создании Борчалинской автономии со столицей в Рустави, которые натолкнулись на сопротивление большинства этнических грузин.

## Этнодемография

### Численность
По Зейдлицу (1885 год), на Кавказе азербайджанцев было 975 700 человек. По сведениям 1886 года, опубликованным в «Алфавитном списке народов, обитающих в Российской Империи», азербайджанцы проживали на территории Бакинской, Елизаветпольской, Тифлисской и Эриванской губерний, Дербентского и Закатальского округов общей численностью 1 139 659 человек.
По данным статьи «Тюрко-татары» (Т.XXXIV, 1901) ЭСБЕ, азербайджанцы (в источнике «татары адербайджанские») населяют большую часть Южного и Юго-Восточного Закавказья, почти всю русскую Армению. По ЭСБЕ их численность — 1,168,025 и около 40 тысяч в Персии. Общее же число тюрко-татар в Персии ЭСБЕ определяет в 1,7 млн. Согласно Русской энциклопедии (1911) азербайджанцев числилось до 2 млн человек (730 тысяч — в Бакинской, 660 тысяч — в Елизаветпольской, 447 тысяч — в Эриванской и 160 тысяч — в Тифлисской губерниях). М. Э. Расулзаде в одной из своих работ, напечатанных в 1912 году, указывал, что в Иранском Азербайджане азербайджанцев 2 ½ миллиона, но по мнению А. Н. Самойловича это число приуменьшена.
Согласно сайту ЦРУ, азербайджанцы вторые по численности в Грузии (6,3 % на 2014 год) и вторые в Иране. В самом Азербайджане проживают около 8,2 миллиона азербайджанцев (перепись 2009 года), составляя 91,6 % населения страны.

### Иран
В Иране составляют большинство в провинциях Западный Азербайджан, Восточный Азербайджан, Ардебиль, Зенджан. Проживают также в восточных районах провинций Курдистан (в сёлах близ Горве) и Хамадан, северных районах провинции Казвин. Крупные азербайджанские общины имеются в городах Тегеран, Кередж, Мешхед. Общая численность азербайджанцев в Иране составляет, по разным оценкам, от 12 до 16 млн и даже до 30 млн человек.

### Грузия

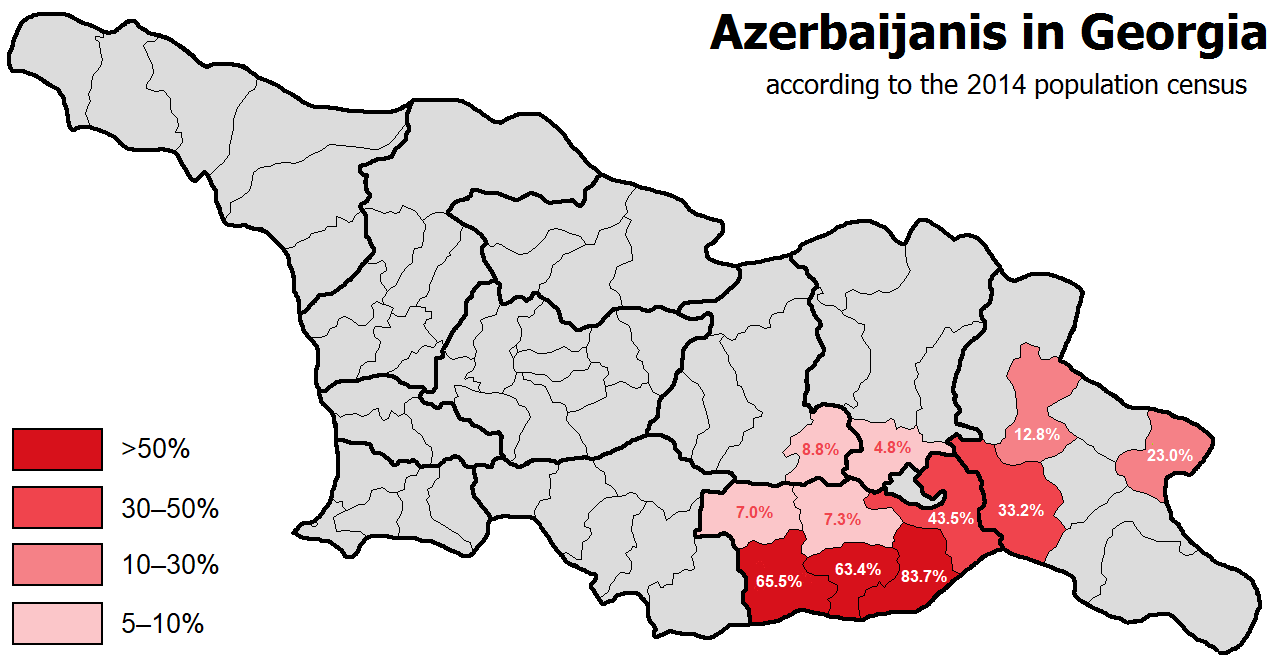
Административная карта Грузии с распределением азербайджанского населения (по переписи 2014 года)

В Грузии азербайджанцы традиционно заселяют южные и юго-восточные регионы страны. Наиболее компактно они населяют четыре южных муниципалитета края Квемо Картли (Марнеульский, Дманисский, Болнисский и Гардабанский). В других муниципалитетах этого края имеются азербайджанские анклавы: два в Тетрицкарском (с. Косалари и Шихило) и четыре в Цалкском (с. Арджеван-Сарвани, Гедаклари, Теджиси и Чолмани). По переписи 2014 года, азербайджанцы составляли 41,75 % населения Квемо-Картли.
Помимо Квемо-Картли, на территории других краёв Грузии расположены несколько азербайджанских анклавов. В Мцхетском муниципалитете края Мцхета-Мтианети расположено одно азербайджанское селение Мсхалдиди. Два анклава находятся в крае Кахетия: группа из 8 селений (Дузаграма, Муганло, Казлари, Кешало, Ламбало, Палдо, Тулари и Цицматиани) в Сагареджойском муниципалитете и с. Караджала возле города Телави.
Ещё несколько селений, где азербайджанцы составляют большую часть населения, расположены в крае Шида-Картли, к востоку от города Каспи: Хидискури (99 %), Чангилари (98 %), Ферма (87 %), Сакадагиано (62 %).

### Россия

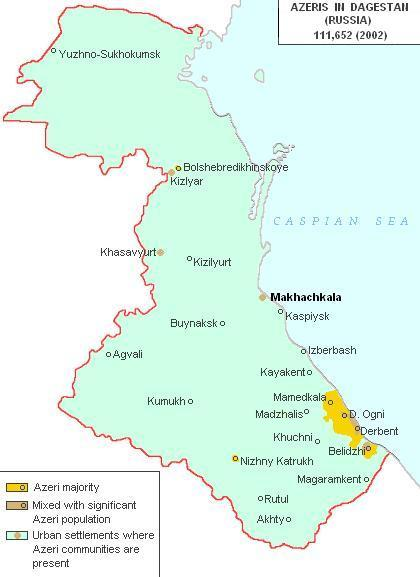
Карта Дагестана. Регионы с азербайджанским населением показаны в жёлтом цвете

В России азербайджанцы традиционно проживают в Южном Дагестане. Они подразделяются на собственно азербайджанцев, населяющих часть Дербентского и Табасаранского районов, и терекеме, расположенных на севере Дербентского района. В Дагестане азербайджанцы официально признаны одним из коренных малочисленных народов.
Терекеме компактно проживают в десяти сёлах: Берикей, Великент, Деличобан, Джемикент, Карадаглы, Мамедкала, Падар, Салик, Татляр и Уллутеркеме. Часть терекеме, этнически слившаяся с кумыками, проживает в селениях Темираул и Костек (квартал Терекемеаул) Хасавюртовского и Чонтаул Кизилюртовского районов.
Помимо основного ареала расселения на территории Дагестана также расположены два азербайджанских анклава, состоящие из единственного в республике горного азербайджанского селения Нижний Катрух в Рутульском районе, а также с. Большебредихинское и Персидское в Кизлярском районе.
Внутренние миграционные процессы советского времени и постсоветская эмиграция азербайджанцев из Азербайджана и других республик бывшего СССР привели к тому, что сегодня азербайджанцы в той или иной степени представлены в большинстве регионов России. Всего азербайджанцев в России по переписи 2010 года 603 070 человек.

### Другие страны
До начала карабахского конфликта в большинстве регионов Армении повсеместно существовали азербайджанские селения. Согласно переписи населения Российской империи 1897 года в Эривани азербайджанским языком (в переписи указан как татарский) в качестве родного владели 12 359 человек или 42,6 % населения города. Согласно ЭСБЕ (том 1904 года издания), на рубеже XIX—XX вв. азербайджанцы составляли 49 % населения Эривани. В конце XIX века 77 тыс. человек Эриванского уезда владели азербайджанским языком в качестве родного. Согласно переписи населения СССР 1979 года в Армении проживало 160 800 азербайджанцев (5,3 % от общего населения), согласно переписи населения СССР 1989 года — 84 860 азербайджанцев (2.5 % от общего населения), большая их часть покинула страну после начала Карабахского конфликта. Согласно Тому де Ваалу, по официальным данным в начале XXI века в Армении проживало около 8 тысяч азербайджанцев, в действительности, по мнению Де Ваала, их число намного меньше: в Армении осталось лишь несколько сот азербайджанцев.
В Турции азербайджанцы традиционно заселяют приграничные с Арменией районы: провинции Карс, Игдыр и округ Шенкая провинции Эрзурум.
В Туркменистане азербайджанцы наиболее компактно проживают в городах Туркменбаши (Красноводск) и Ашхабад.
В постсоветскую эпоху в результате эмиграции из Азербайджана азербайджанцы расселились во многих городах Турции, стран СНГ, Европы и Северной Америки.

## Этническая структура

### Этнографические группы и племена

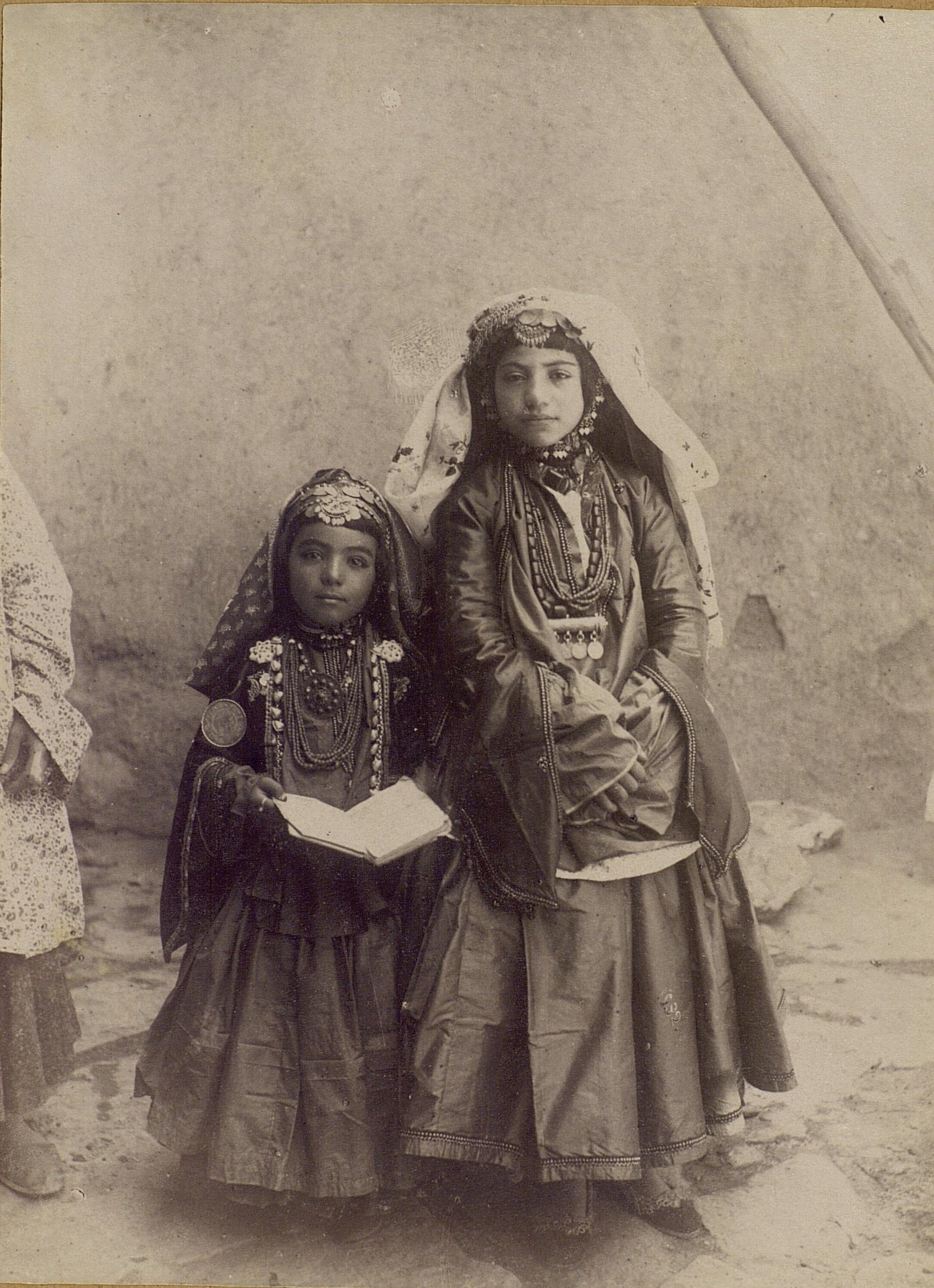
Девочки-шахсеваны из богатой семьи. Фотограф А. В. Севрюгин. Конец XIX века

В азербайджанском этносе сложилось несколько этнографических групп, отличающиеся некоторыми особенностями в хозяйстве, культуре и быту. Некоторые этнографические группы азербайджанцев сохранялись и в последней четверти XIX века.
- Айрумы — расселены на западе Азербайджана (в районе Гянджи, Дашкесана, Кедабека), в горах Малого Кавказа[205][206][207]. Большая российская энциклопедия субэтнической группой азербайджанцев называет только айрумов[7], отмечая близость к ним афшаров, баятов, карадагцев, карапапахов, падаров, шахсевенов и др.[7]
- Афшары — первоначально они были известны как одно из 24 огузских племён. Современные афшары считаются этнографической группой азербайджанцев[208][209] и расселены по всему Ирану.
- Бахарлу — расселены в Азербайджане и в останах Фарс, Керман и Хорасан в Иране[210].
- Баяты — огузское племя, являются субэтнической группой как азербайджанцев, так и туркмен[211].
- Каджары — субэтническая группа азербайджанцев, подавляющее большинство которых проживает в Иране[212].
- Карадагцы — расселены по горному плато Карадаг, на северо-западе Ирана. Ведут полукочевой образ жизни, занимаются главным образом скотоводством. По культуре близки соседним шахсевенам[205]. Делятся на семь племён[213].
- Карапапахи — проживают в западной части Азербайджана, частично в Грузии. Распадаются на племена: теркавюн (другое название — борчало, считается «ханским племенем»), сарал, араплы, джан-ахмеди, чахарлы, улачлы[214][215][216].
- Падары — У них дольше, чем у других этнографических групп азербайджанцев, сохранялись старые черты в хозяйстве и быту, в частности полукочевой скотоводческий уклад хозяйства и связанные с ним особенности быта[205]. Первоначально под таким названием было известно одно из огузских племён, которое при Ильханидах было переселено из Туркестана в Азербайджан (южнее от реки Аракс). В XVI веке они поселились также на территории нынешней Азербайджанской Республики[217]. Позднее этнонимом «падары» северные кумыки, а также часть высокогорных даргинцев, аварцев называли терекеме[218].
- Шахсевены[219] — расселены главным образом в Иране[205] и на юге к Араксу в Джебраильской степи[182]. Делятся они на племена: инанлу, бегдади, усанлу и другие[220]. Подразделениями шахсевенов считались, по данным А. Д. Ерицова, племена кадырлы и каралал, названия которых отразились в наименованиях населённых пунктов Казахского уезда (ныне Казахский, Акстафинский и Таузский районы Азербайджана) Кадырлы и Каралал[221].

Также этнографическими группами азербайджанского народа, согласно этнической карте Закавказья в книге «Народы Кавказа» из серии «Народы мира. Этнографические очерки» являются талыши (иранская группа) и хиналугцы (дагестанская группа).

### Другие этнические группы
Особой этнической группой азербайджанцев являются терекеме, которые представлены в некоторых районах Азербайджана и в Дагестане. Первоначально термин «терекеме» использовался и как этнический, племенной, но в Азербайджане в XIX — начале XX веков оно объединяло главным образом население, занимавшееся отгонным скотоводством в крае и чаще всего применялось в значении «кочевники».
В Зангезурском уезде Елизаветпольской губернии, по данным С. П. Зелинского, было 7 племенных групп азербайджанцев: софулы, дарзилы, саралы, пушанлы, гигилы, ходжамусахлы, багарлы. Этнограф и кавказовед Марк Косвен отмечает, что среди азербайджанцев можно было в прошлом различать следующие племенные группировки: джеваншир, демурчасанлы, подразделявшиеся на такля и муганли, далее — джибраили, саржали, софули, гягили, ходжал-сахли, джиили, делагарда, кенгерли, имирли и т. д.

## Антропология

### Исследования XIX века

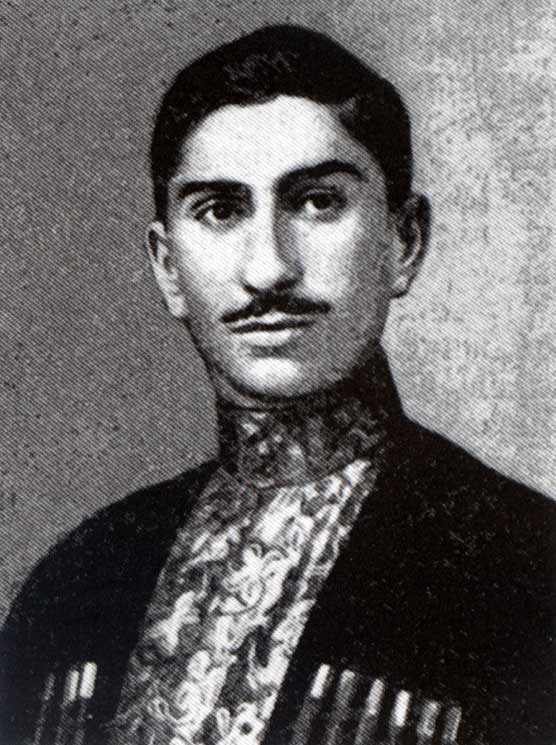
Азербайджанец Сеид Шушинский

Русский антрополог XIX века Иван Пантюхов, описывая антропологические типы Кавказа, отмечает наличие у азербайджанских татар (азербайджанцев) роста 1658 мм, горизонтальной окружности головы 540, черепные показатели 77,4 (мехатицефалы). Он также указывает, что у них одни из самых частых крепких зубов, что преобладание сплошного карего цвета глаз колеблется между 80-92 % и что из народностей Кавказа у них самый короткий кишечный канал — до 440 % роста. Относительно антропологического типа Пантюхов пишет:

К типу персиян подходят курды и адербейджанские татары шииты, а также удины, таты и карапапахи… Адербейджанские татары представляют весьма смешанный тип и черепной показатель, как и тип их, в тех местностях, где они во время своего господства жили по соседству с армянами, нередко весьма близко подходят к армянским. Основной тип татар несомненно длинноголовый, не имеющий ничего общего с монгольской расой, к которой причислял их Загурский и другие этнографы.

В другой работе «Расы Кавказа» Пантюхов выделяет:

Третья Кавказская раса уже чисто азиатского происхождения, долихоцефалическая с черепным показателем 77-78, средним ростом около 1,70 м и цветом глаз гипербрюнетов, то есть пигментированных глаз более 90 %. К этой весьма чистой расе принадлежат персияне, адербейджанские татары, курды и таты.

Энциклопедический словарь Брокгауза и Ефрона относительно распространения долихоцевалий писал, что «лишь немногие из современных кавказских народностей выказывают присутствие долихоцефального элемента (натухайцы, адербейджанские татары), тогда как большинство характеризуется высокими степенями брахицефалии (напр. абхазцы, грузины, армяне, айсоры, горские евреи, дагестанцы, кумыки)». ЭСБЭ называет азербайджанцев тюрками по языку и иранцами по расе, а также даёт следующее описание:

Головной указатель, по Эккерт, 79,4 (мезоцефалы), по Шантру — 84 (брахицефалии). Глаза тёмные, горизонтально разрезанные, нос длинный с горбинкой, губы часто толстые, выражение лица серьёзное, важное.

Согласно статье «Тюрки» энциклопедического словаря Брокгауза и Ефрона азербайджанцы при «высоком росте мезоцефальны (гол. указ. 80,4) и по всем другим признакам, обильной растительности на лице, очень удлинённому лицу, изогнутому носу, сливающимся бровям и т. д., явно приближаются к иранцам». Также ЭСБЕ отмечает, что «по форме черепа персы, курды, азербейджанцы вообще представляют значительное сходство (показатель ширины черепа 77—78)».

### Исследования XX века
Результаты Азербайджанской антропологической экспедиции 1950-х гг. показали, что для азербайджанцев районов Малого Кавказского хребта, южных и центральных районов Азербайджана характерен долихокранный, относительно узколицый тип с прямой спинкой носа, более сильным развитием волосяного покрова и тёмной пигментации, что может быть отнесено к каспийскому антропологическому типу. Элементы этого типа характерны также для проживающих в Азербайджане татов-мусульман, курдов и будугцев, присутствуют они и среди талышей. Что касается азербайджанцев северо-западных и северо-восточных районов Азербайджана, то среди них, а также шахдагских народов и удин, преобладает брахикефальный тип с тенденцией к широколицию и несколько более слабым развитием волосяного покрова, относительно со светлой пигментацией. То же самое отмечал советский антрополог Г. Ф. Дебец: «Среди кавказских народов каспийский тип характерен для азербайджанцев, ираноязычных народов — талышей, курдов, татов, а также в значительной мере для живущих в Дагестане кумыков и дагестаноязычных народов северного Азербайджана — удин, будугцев и некоторых других». И также добавлял: «физический тип азербайджанцев и туркмен роднит их в гораздо большей мере с народами восточного Средиземного моря и Передней Азии, чем с древними народами Казахстана и Алтая».
Анализируя антропологические особенности азербайджанцев, советский и российский учёный-антрополог Валерий Алексеев отмечал:

Так как ближайшие морфологические аналогии каспийской группы популяции отмечаются среди населения Афганистана и Северной Индии, то и предков азербайджанцев следует искать среди тех древних народов, которые одновременно дали начало нуристанцам и многим народам Северной Индии… Но даже при отсутствии палеоантропологических данных соматологические материалы говорят о том, что непосредственных предков азербайджанского народа нужно искать среди древних народов Передней Азии и что в этногенезе азербайджанцев решающими являются связи в юго-восточном направлении. Контакт с народами, говорившими на тюркских языках, и связанный с ним переход на тюркскую речь не оказал сколько-нибудь заметного влияния на формирование антропологических особенностей азербайджанского народа.

Он отмечает, что среди кавказских народностей наиболее тёмноглазыми являются азербайджанцы, причём максимум индивидуумов с чёрными глазами падает на юго-восточные районы Азербайджана, где средний балл в большинстве групп поднимается выше 1,65. По окраске волос в разных азербайджанских группах, приблизительно в половине случаев, отмечены иссиня-чёрные волосы (№ 27 по шкале Фишера). Алексеев даёт следующее описание:

Лицо у азербайджанцев узкое и, по-видимому, низкое, нос выступает очень сильно. Однако в отличие от адыгских народов Северного Кавказа, имеющих также небольшие размеры лица, азербайджанцы — наиболее темнопигментированные из кавказских народов. Волосяной покров развит средне, по всей вероятности, приблизительно, как у грузин или даже чуть-чуть меньше.

## Культура
Азербайджанский народ создал самобытную культуру: фольклор, литературу, изобразительное искусство, музыку и т. д. С давних времён славятся изделия народных мастеров, развивающих такие традиционные промыслы, как ковроделие, златокузнечество, обработка дерева, камня и др.
Органически связанная с языком азербайджанская культура возникла в XIV—XV вв., материальная же оставалась традиционной и после тюркизации местного населения. Самостоятельная азербайджанская культура сохранила тесные связи с иранской и арабской. Они скреплялись общей религией и культурно-историческими традициями. По оценке Хавьера де Планола «азербайджанская материальная культура — результат мультисветского симбиоза, таким образом, тонкое сочетание местных элементов и кочевых вкладов». В XV веке формируются два центра азербайджанской культуры — Южный Азербайджан и равнинный Карабах, которые окончательно сложились в XVI—XVIII вв.

### Литература

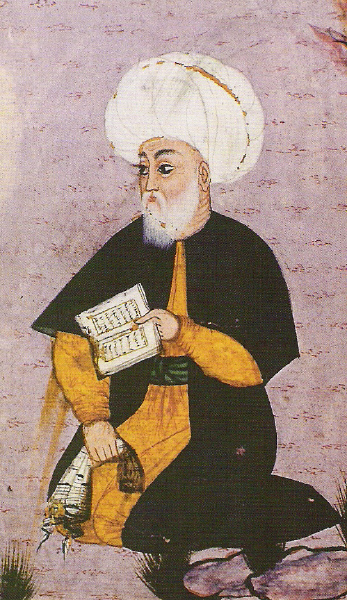
Физули происходил из тюркского племени баят, которое некоторые авторы причисляют к предкам современных азербайджанцев

### Музыка
На протяжении веков азербайджанская музыка развивалась в рамках фольклорного искусства. Существовало народное песенное творчество, многогранно отражавшая различные стороны национальной жизни. Танцевальная музыка является самостоятельной областью в азербайджанском музыкальном фольклоре. Среди музыкальных инструментов выделяют тар, саз, канун, уд, кеманча, тутек, балабан, зурна, нагара, гоша-нагара, деф и др.

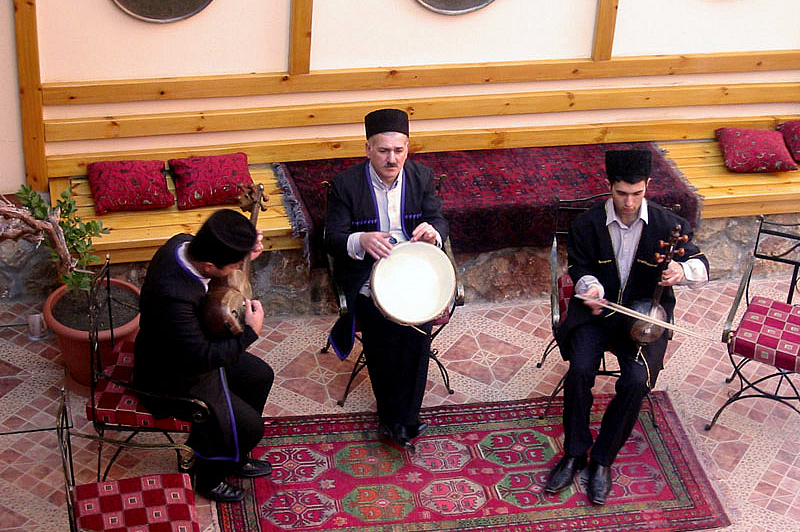
Азербайджанские музыканты с таром, кеманчой и гавалом

Народное искусство представлено также искусством ашугов, подчинённого определённым стилистическим правилам. Ашуги исполняют дастаны (сказания) — героические («Кёр-оглы»), лирические («Асли и Керем», «Ашуг Гариб»), песни-диалоги — дейишме (муз.-поэтич. соревнования 2 ашугов), аккомпанируя себе на сазе. В 2009 году азербайджанское ашугское искусство было внесено в Репрезентативный список Нематериального культурного наследия ЮНЕСКО. Среди выдающихся ашугов прошлого можно назвать Гурбани, Аббаса Туфарганлы, Алескера.
Возникновение мугамов связано с развитием городской культуры в Средние века. Исполнители мугамов — музыканты-профессионалы, составляющие вокально-инструментальные ансамбли в составе: ханенде (певец), тарист, кеманчист. Текстами мугамов служат в основном стихи поэтов-классиков. Известны такие мугаматисты, как Джаббар Каръягдыоглу, Меджид Бейбутов, Сеид Шушинский, 3юльфюгар Адыгёзалов, Хан Шушинский, Шовкет Алекперова, Алим Гасымов, таристы Садых Асад оглы, или Садыхджан (реконструктор тара и основатель школы современной игры на этом инструменте), Курбан Пиримов и др. Большая часть мугаматистов родом из Карабаха. Мугамы были исследованы Мир Мохсун Наввабом.
Фундамент современной музыкальной культуры заложен Узеиром Гаджибековым, создавшему первую азербайджанскую оперу «Лейли и Меджнун» по одноимённой поэме Физули (1908), оперетту «Аршин мал алан» (1913) и др. Среди первых артистов оперы и драмы Гусейнкули Сарабский, М. Терегулов, М. Багиров, Г. Гаджибабабеков, М. Алиев, Ахмед Агдамский.
В 1940 году композитор Афрасияб Бадалбейли сочинил первый азербайджанский балет и первый балет на мусульманском Востоке «Девичья башня».
Среди азербайджанских композиторов можно выделить Кара Караева, Фикрета Амирова, Арифа Меликова, Эльдара Мансурова, основоположника азербайджанского джаза Вагифа Мустафа-заде, создавшего новый музыкальный жанр — джаз-мугам, смешав элементы джаза с азербайджанской народной музыкой. Были популярны такие певцы как Муслим Магомаев, Рашид Бейбутов, Шовкет Мамедова, Бюльбюль, его сын Полад Бюль-Бюль Оглы. Долгое время азербайджанский симфонический оркестр возглавлял дирижёр Ниязи. В 2009 году азербайджанка Айсель Теймурзаде и певец Араш с азербайджанскими корнями заняли на конкурсе Евровидение 3-е место, а спустя два года дуэт Ell и Nikki — 1-е.

### Танцы

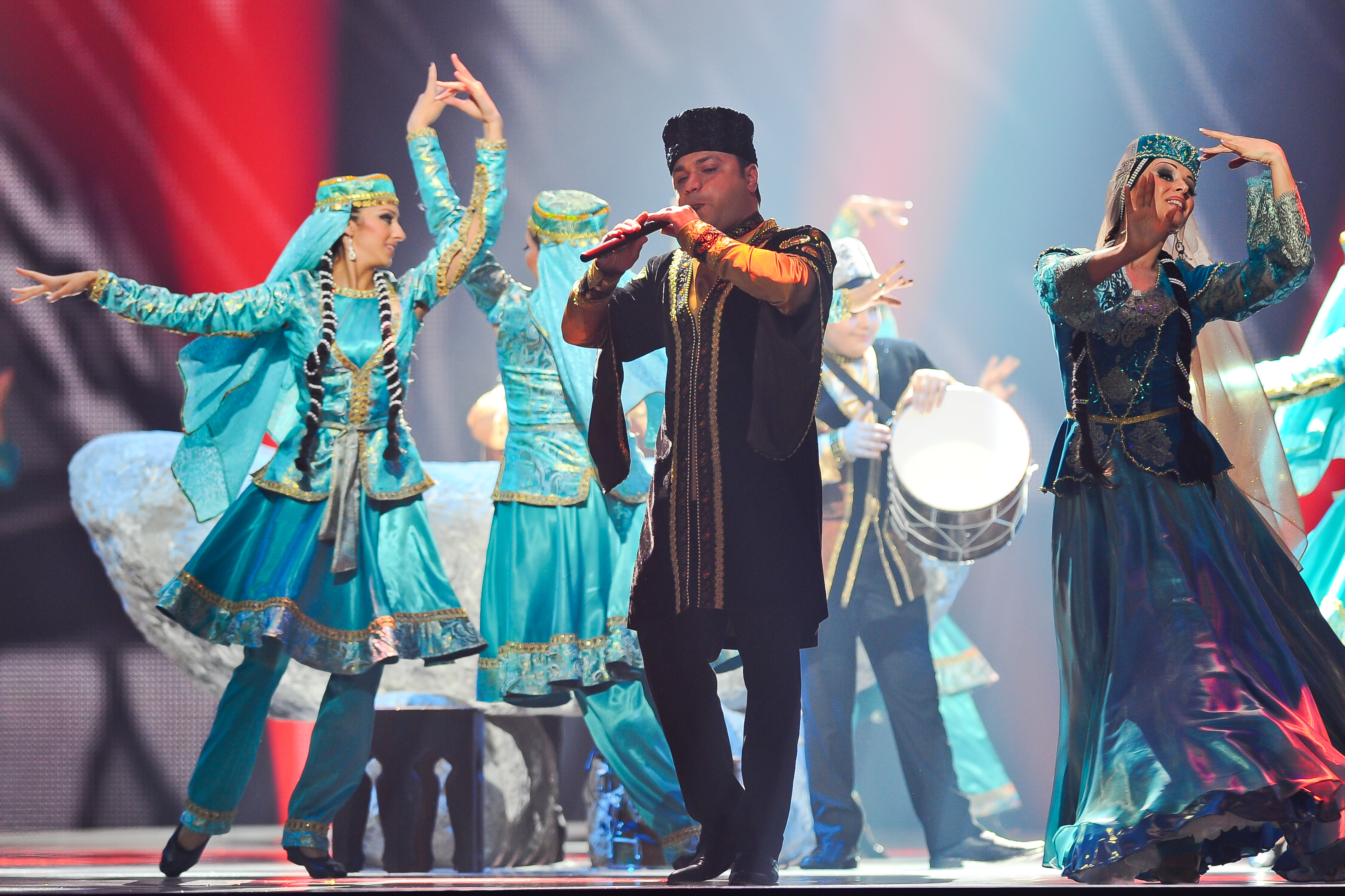
Исполнение азербайджанского народного танца под музыку народных инструментов

Азербайджанские народные танцы — это танцевальное искусство азербайджанского народа. Музыкальный размер азербайджанских танцев — 6/8 и 3/4. По характеру и ритму азербайджанские народные танцы делятся на весьма плавные, плавные и оживлённые. Они имеют характерный рисунок, обусловленный их ритмическим построением. Как правило, азербайджанский танец трёхчастный: первая часть — ход по кругу, вторая — лирической застывание на месте (сюзме) и третья — снова ход по кругу — уверенный, стремительный и торжественный. Многие танцы, особенно старинные, носят название наиболее любимых животных или растений: «джейрани» — газель, «лалэ» — полевой мак, «беневше» — фиалка, «иннаби» — плод фруктового дерева и др. Почти все азербайджанские танцы — сольные.
Азербайджанский народный танец, как правило, трёхчастный. Первая часть танца стремительная и представляет собой ход по кругу. Вторая — лирическая, то есть танцовщик как бы застывает на одном месте («сюзма»), корпус танцора в это время строго и горделиво подтянут. Третья представляет собой опять ход по кругу, она — стремительная и торжественная, с большим эмоциональным порывом. Танцы обычно исполняются под аккомпанемент народных инструментов: трио зурначей (две зурны и одна нагара), трио сазандари (тар, кяманча, деф) и др. Женский и мужской танцы резко отличаются друг от друга.
Танцевальная музыка представлена женскими танцами — медленно лирическими («тураджи», «узундара» и др.) или радостно-оживлёнными («Терэкэмэ» и др.), мужскими — торжественно-величавыми («Мирзаи» — танец мудрости, исполняется стариками, и др.), зажигательно-вихревыми («Гайтаты», «Аскерани» и др.). Широко распространены коллективные танцы — яллы (праздничная хороводная пляска, исполняемая на открытом воздухе), джанги (воинственный мужской танец). Среди известных исполнителей народных танцев следует назвать народного артиста Азербайджанской ССР А. Дильбази, А. Абдуллаева, Б. Мамедова; заслуженного артиста Азербайджанской ССР Р. Джалилову и др.

### Национальная одежда

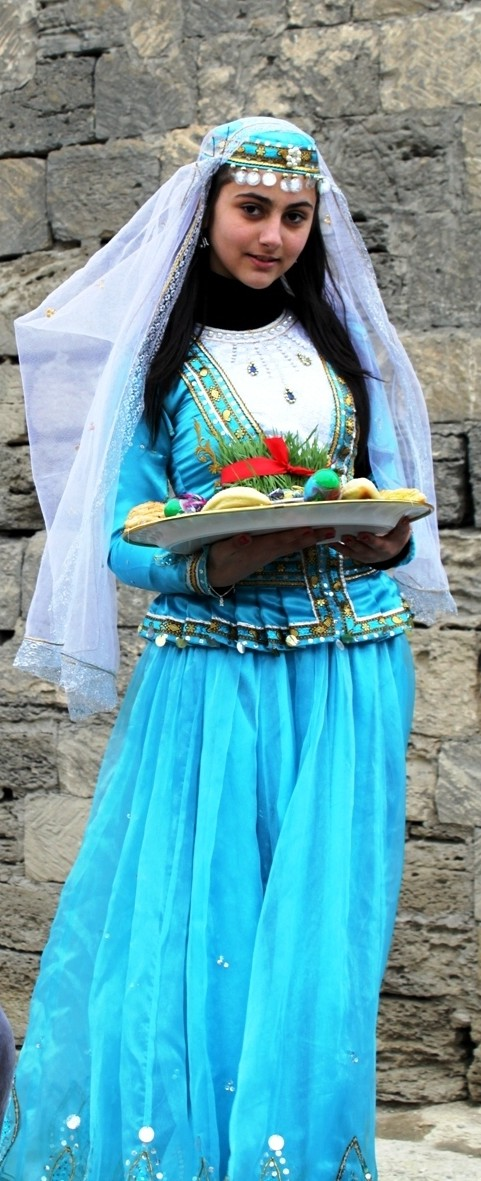
Азербайджанка в национальной одежде

Традиции в одежде на территории Азербайджана сохранялись в своей самобытности благодаря разнообразию естественно-географических условий и исторически обусловленной неравномерности в развитии социально-экономической жизни и культуры. Одежда отражала особенности хозяйственно-культурного развития той или иной зоны страны.
Азербайджанская женская одежда конца XIX — начала XX в. состояла из нижнего и верхнего платья, а также покрывала — чадры. Местные различия в одежде касались отдельных детале, не меняя общего облика национального костюма. Нижнее женское платье аключало туникообразную рубаху (кёйнек), различного покроя юбки (шелте, джют-туман) и штаны — узкие (дарбалаг) и широкие (джютбалаг). Верхнее платье состояло из верхней рубахи (уст кёйнек), короткой одежды — архалыг, распространённой в основном в юго-западной зоне Азербайджана, в западных районах известен как кюляджа, а на Апшероне — дон. В районах Гянджи и Шеки носили также одежду с рукавами и вырезками под мышкой — леббаде. Поверх архалыга носили кожаный или бархатный пояс (кемер). Женщины из богатых семей носили золотые или серебряные пояса. На ноги надевали яркие разноцветные носки (джораб), орнамент узора которых сходен с местным ковровым орнаментом. При выходе из дома надевали поверх носков туфли (башмаг) с острыми загнутыми вверх носками. На шею богатые женщины надевали ожерелье из продолговатых бус в форме ячменя — арпа. Заплетая волосы в косы, женщины прятали их в парчевый узкий чехол — чутгу. Головной убор обычно состоял из невысокой шапочки с круглым плоским донышком и прямым ободком. Поверх шапочки повязывали небольшой шёлковый платок кялагаи. Волосы, ладони, ногти красили хной. Традиционное искусство и символика кялагаи, его изготовление и ношение включены от Азербайджана в список нематериального культурного наследия ЮНЕСКО.
Азербайджанская мужская одежда состояла: нижняя — из нательной рубахи (кёйнек) и кальсон (дизлик), верхняя — шалвар и архалыга. Архалыг подвязывали поясом или кушаком (гуршаг). Поверх архалыга надевали чуху, в холодных предгорных районах — баранью шубу (кюрк) или бурку (япынджы). Шаровары шили в основном из домотканой шерсняной материи (шал). Поверх архалыга молодые надевали серебряный или кожаный пояс, отделаный бляшками. Существовало три фасона чухи — со сборками, со складками и с сочетанием сборок и складок. Грудь чухи была открытой; иногда по бокам от грудного выреза располагались газыри (везне) — гнёзда для патронов. В сельских местностях обычно носили шубу с очень длинными (до земли) суживающимися к концу ложными рукавами. Горожане носили кожаные башмаки с загнутыми вверх носками — чарых, распространены были сапоги с длинным и коротким голенищем — маст. Почти все мужчины носили усы и бороду. Под шапкой (папах) носили вышитую шапочку (арахчын) из белой ткани.

### Кухня

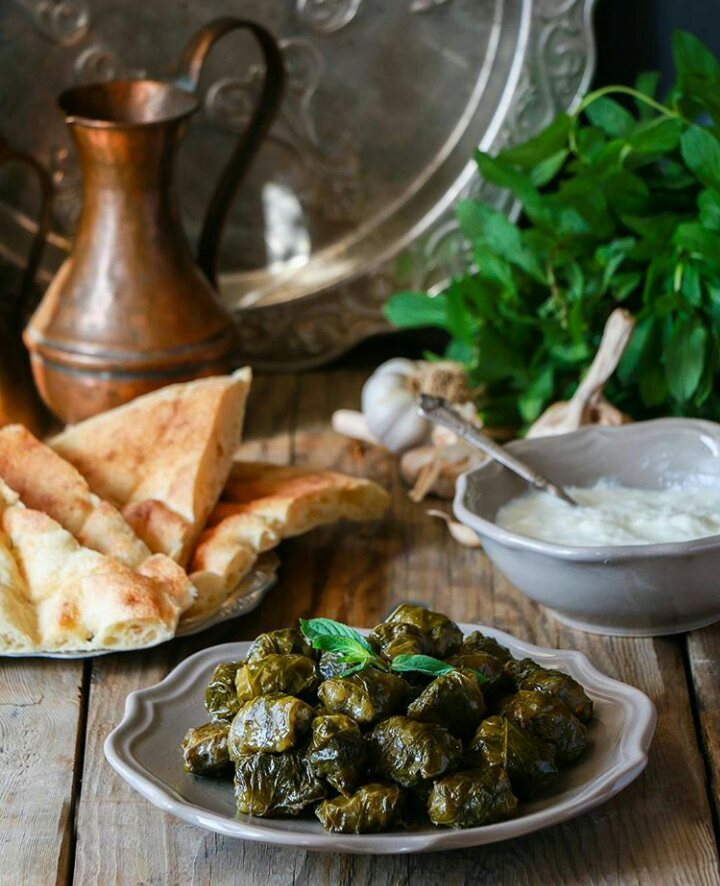
Азербайджанская долма, внесённая в список нематериального наследия ЮНЕСКО в 2017 году

Азербайджанская национальная пища отличается большим разнообразием, насчитывая десятки видов различных блюд: молочных, мясных, мучных, овощных и т. д. Сами способы приготовления и потребления пищи различны и многообразны. В прошлом пища различалась также в зависимости от географических условий и социального положения людей.
В пищевом рационе азербайджанцев значительное место занимает хлеб. Его выпекают различными способами. В сельских местностях его пекли большей частью на железном слегка выпуклом листе садж. Широко была распространена выпечка хлеба в тендирах, которые и в наши дни бытуют в районах и даже городских центрах республики. В тендире пекли в основном чурек, нередко и лаваш. Весной и осенью готовят гутаб — род пирожков, начинённых мясом и зеленью.

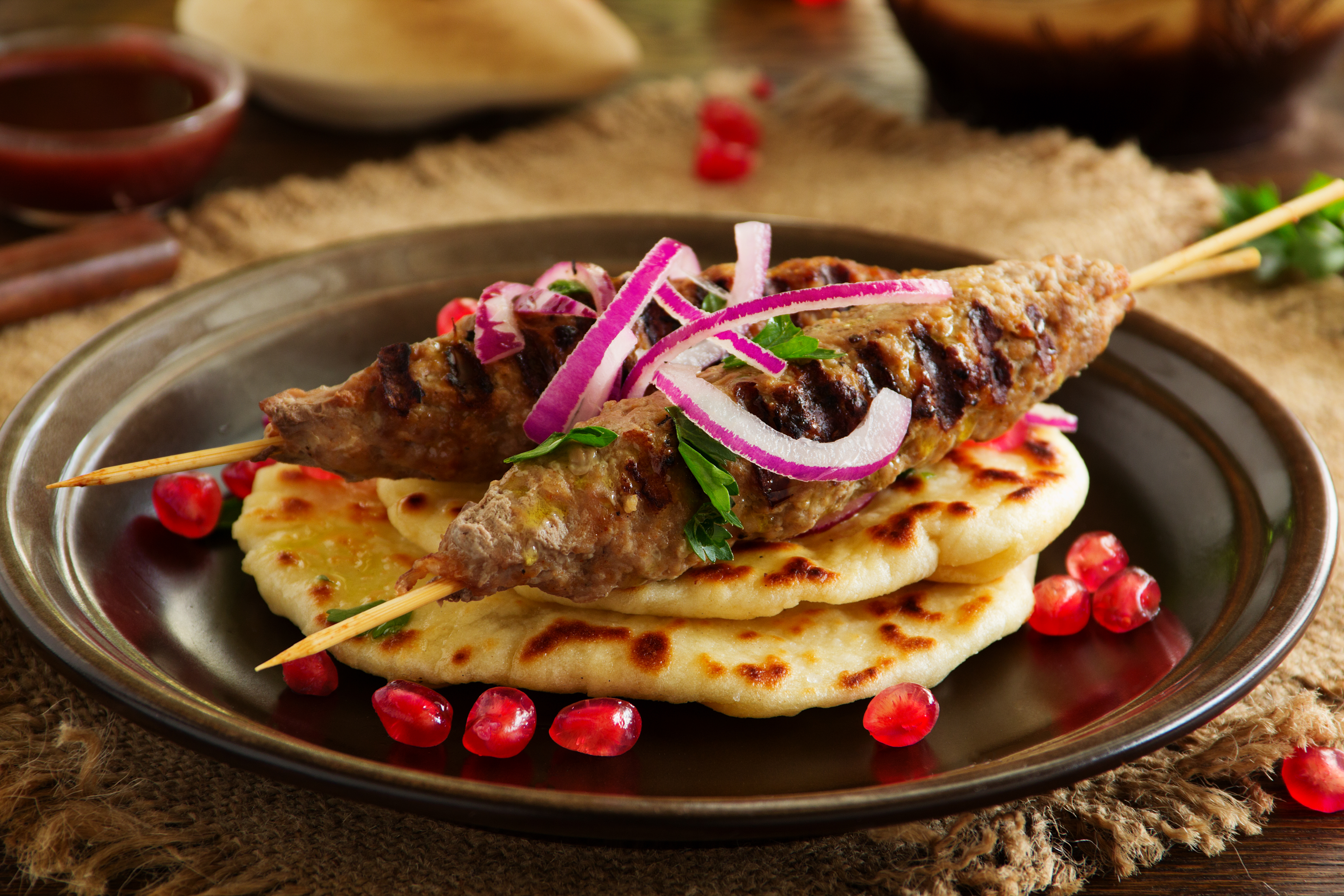
Люля-кебаб

Большим разнообразием отличаются блюда из мяса. Наиболее любимым мясом является баранина. Из свежей баранины и говядины приготовляют басдырма, из которой затем делают шашлык. Наиболее распространённым блюдом является пити и бозбаш (густые супы из баранины). Популярностью пользуются кюфте бозбаш (шарики величиной с яблоко из рубленного мяса). Рубленную баранину, заправленную рисом и специями, заворачивают в капустные (это блюдо называется келем долмасы), в соленые и свежие виноградные листья (ярпаг долмасы), начиняют баклажаны и помидоры. Из мелко нарубленной баранины, смешанной с луком и пряностями готовят люле кабаб.
Распространение в Азербайджане имеют кушанья из риса, который преимущественно используют для приготовления плова, насчитывающего до 50 видов. Наиболее распространённым блюдом из мяса птиц является чыгартма.
Из виноградного сока, тутовых ягод и арбузов приготавляют дошаб. Из кизила, алычи, сливы готовят кислую массу — туршлаваш. В качестве приправы к жареному мясу и рыбе употребляют гранатовый сок — наршараб. Распространены сладости в виде своеобразных конфет — ногул, набат, а также гата, пахлава и шекербура. Имеется до десятков видов халвы — типа повидла, из семян кунжута, из разных орехов и т. д.
Большую роль в пищевом рационе у азербайджанцев играет чай, сопровождающий или даже предшествующий еде. Чай считается в Азербайджане лучшим средством утоления жажды в жаркую погоду (подробнее см. статью Азербайджанская чайная культура). В качестве напитка служит и подслащённая мёдом вода — шербет.

## Язык

### Лингвогеография
Азербайджанский язык относится к тюркским языкам, условно — к их юго-западной (огузской) группе, обнаруживая сильное влияние персидского и арабского языков.
По ряду грамматических и лексических признаков схож с турецким, туркменским и гагаузским языками из этой же группы, в которую также включаются южнобережный диалект крымскотатарского, хорезмский диалект узбекского, саларский и хорасанско-тюркский языки. Вместе с тем, ряд фонетических особенностей азербайджанского языка сближает его с узбекским, ногайским и кумыкским языками. Вместе с турецким языком, диалектом урумов и южным диалектом крымскотатарского его выделяют в огузо-сельджукскую подгруппу. Он имеет общую парадигму с чувашским языком.
Азербайджанский язык является родным для более 98 % населения Азербайджана. Помимо Азербайджана, на нём также разговаривают в северо-западных провинциях Ирана (прежде всего, Западный и Восточный Азербайджан, а также на юго-восточном побережье Каспийского моря) и в северном Ираке (например, в Киркуке).
Различаются два вида диалектов азербайджанского языка: огузские (западная и южная группы диалектов и говоров) и кыпчакские (восточная и северная группа диалектов и говоров). Кроме того, имеются переходные говоры: геокчайский (объединяет особенности восточной и западной групп диалектов), агдашский (объединяет особенности восточной и северной групп диалектов) и джебраильский (объединяет особенности западной и южной групп диалектов). Вплоть до присоединения к России в XIX в. письменный литературный язык развивался в двух областях: в Южном Азербайджане (с центром в Тебризе) и Ширване (с центром в Шемахе). В связи с этим в различной литературе (научной, художественной, религиозной), издававшейся в те времена в Южном Азербайджане, преобладали особенности диалектов этого региона, а в Ширване — особенности диалектов ширванской группы. Уже в середине XIX века на базе бакинского и шемахинского диалектов сложился современный литературный азербайджанский язык.

### История

В созданном Шахом Исмаилом Хатаи государстве Сефевидов азербайджанский язык стал почти на столетие языком двора и армии

Первые письменные памятники на азербайджанском языке относятся к XIII веку. Так, наиболее ранним автором, от которого дошли литературные произведения, является живший в конце XIII — начале XIV веков шейх Гасаноглы Иззеддин («Пуре Гасан»).
Н. Г. Волкова в своей работе «Этнические процессы в Закавказье в XIX—XX в.» описывая краткую историю развития азербайджанского языка отмечает, что литературный азербайджанский язык начал формироваться примерно с XIII века, а начиная с XVI—XVII веков начинается сближение азербайджанского литературного и разговорного языков в трудах Мухаммеда Физули, Ковси Табризи и других азербайджанских авторов. По её мнению окончательно азербайджанский литературный язык сблизился с разговорным во второй половине XIX столетия. Азербайджанский язык получил более широкое применение (как и грузинский с армянским) в Закавказье только в последней четверти XIX века, когда увеличилась общественная нагрузка языков закавказских народов.
Как отмечает азербайджанский исследователь A. С. Сумбатзаде, один из определяющих признаков народа — самостоятельный азербайджанский язык, выделение которого начинается с конца XV века, когда он был в состоянии расцвета и на нём творили (в эту эпоху тюрко-азербайджанский язык в значительной мере носил общетюркский характер среди огузской группы этого языка) свои произведения великие поэты-классики той эпохи Насими, Хатаи и Физули, завершает своё формирование в XVIII веке. Литературная традиция на этом языке (на основе 12 разных диалектов) базировалась на тебризском диалекте (начиная с XIV века), и именно азербайджанский язык являлся «лингва-франка» для населения северо-западного Ирана в указанный период. На протяжении веков азербайджанский язык был также лингва-франка южного Дагестана.

### Письменность
На протяжении XX века письменность азербайджанского языка менялась трижды. До 1922 года азербайджанцы использовали арабское письмо с дополнительными знаками, характерными для тюркских языков (ڭ, گ, ۋ, ﭺ, پ, ژ). В 1920-е годы письменность была заменена сначала модифицированным латинским алфавитом, затем — кириллицей (в 1958 году азербайджанская кириллица была усовершенствована для лучшего соответствия фонемному составу азербайджанского языка). Отличительной особенностью азербайджанской кириллицы являлось то, что она включала буквы Ҝ и Ҹ, не встречавшиеся в письменностях других языков. В 1991 году в Азербайджане вновь вернулись к использованию латинского алфавита: его современный вариант был создан заново, на сей раз по образцу турецкого.
В настоящее время используется несколько вариантов письменности — на основе латиницы в Азербайджане, на основе арабицы в Иранском Азербайджане и на основе кириллицы в Дагестане.

## Религия
В основном азербайджанский народ исповедует ислам шиитского толка (джафаритский мазхаб), распространённый среди иранских и большей части кавказских азербайджанцев. Всего около 90 % всех азербайджанцев являются шиитами. Религиозное меньшинство составляют мусульмане-сунниты (в основном ханафиты).

### Азербайджан

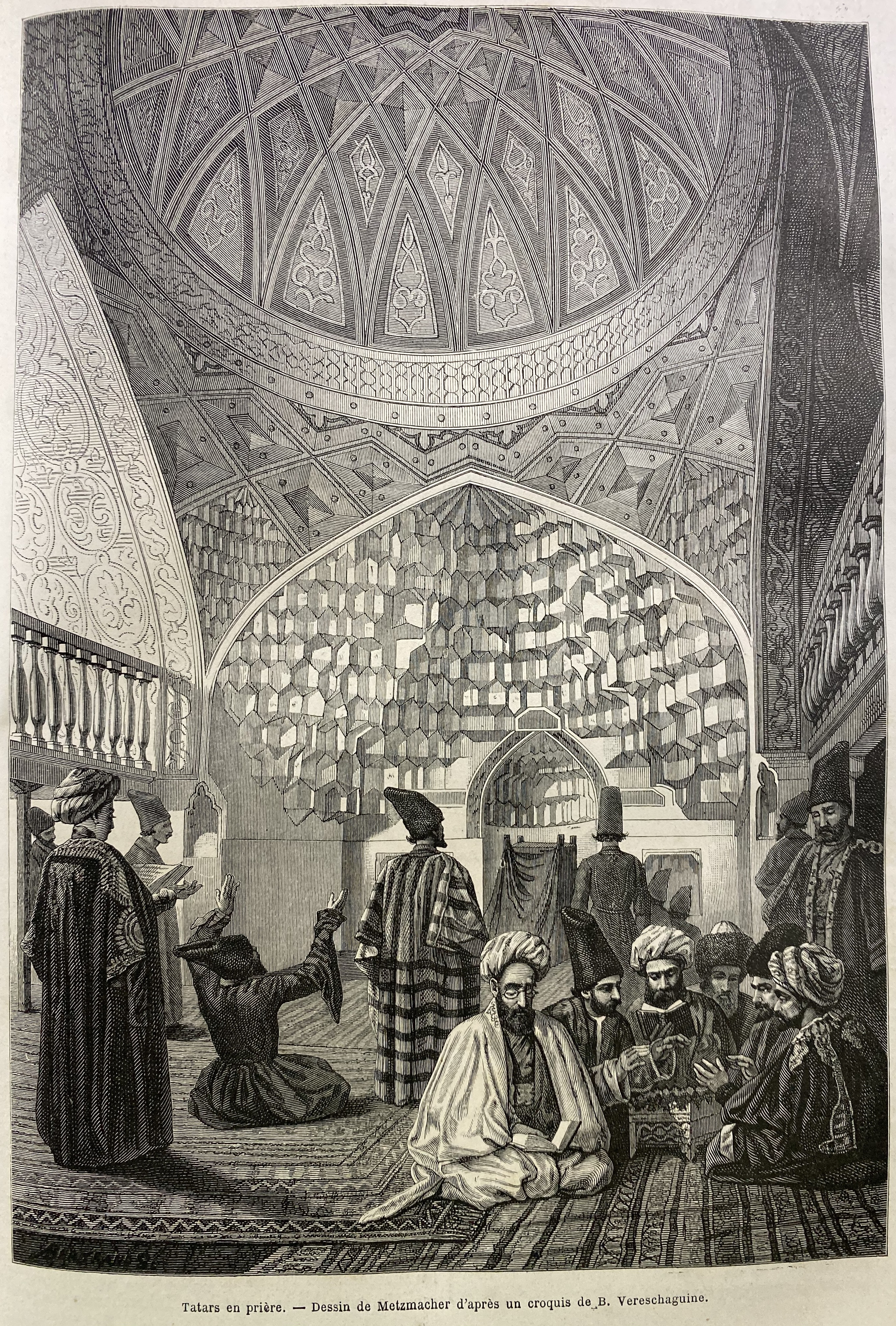
«Татары» (азербайджанцы) во время молитвы. Шуша, Карабах. Рисунок В. В. Верещагина, 1865 год

Шиизм доминирует в Азербайджане с утверждением Сефевидов, особенно с эпохи шаха Аббаса I Великого. По сообщению османского путешественника XVII века Эвлия Челеби, побывавшего в Нахичеванском крае, в с. Карабаглар было много шиитов-бетраи, караби, а также джафаритов (приверженцев шиитского мазхаба), суфиев-хуруфитов и кадиритов, джабаритов (последователи одной из школ); в Нахичевани же население определяло себя суннитским шафиитского мазхаба, хотя сам автор считал, что «это ложь: они джафариты» (то есть шииты). А. С. Юнусов заключает, что к середине XVII века в Нахичеванском крае уже полностью преобладали шииты. Про Шемаху Э. Челеби говорит, что «население в большинстве своём суннитское»; близ Шабрана у Каспийского моря «большинство населения — туркменские кочевники-сунниты».

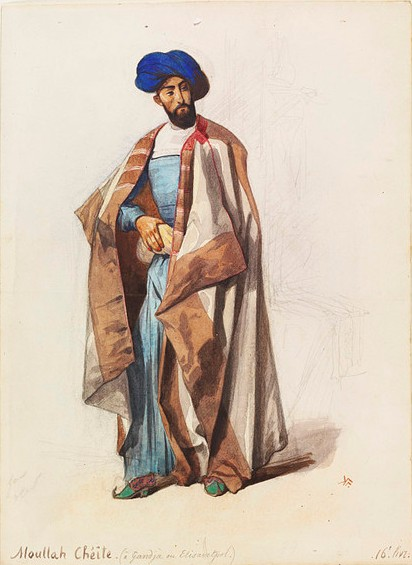
Шиитский мулла из Гянджи. Рисунок Г. Г. Гагарина, ок. 1842 г.

В ханствах и султанствах XVIII века приверженцы обоих течений проживали смешано, но где-то преобладали шииты, а где-то сунниты. Большая часть населения Ширванского ханства состояло из шиитов, но кочевники ханчобаны, из которых происходил ширванский ханский дом Серкеров, принадлежали к суннитам. Правящая семья Карабахского ханства и большинство её подданных являлись мусульманами-шиитами, но в ханстве имелось и суннитское меньшинство. Династия кубинских ханов была шиитской.
До революции нередко происходил переход из суннизма в шиизм. Например, азербайджанки-суннитки выходили замуж за азербайджанцев-шиитов и переходили в шиизм, причём, как замечал Арасханианц, это было довольно обычным явлением; азербайджанки-шиитки в брак с азербайджанцами-суннитами никогда не вступали. Шиизм принял поэт Вагиф, а также отец поэта Сабира.
Согласно Энциклопедическому словарю Брокгауза и Ефрона, издававшегося в конце XIX — начале XX веков, в Бакинской губернии преобладали мусульмане-шииты. По данным на 1886 год, 36,28 % населения Елизаветпольской губернии составляли мусульмане-шииты, 25,20 % — мусульмане-сунниты и 0,42 % — али-аллахи. В Нахичеванском уезде Эриванской губернии преобладали мусульмане-шииты, составлявшие 57 % населения уезда. Али-аллахи проживали в ряде сёл Джебраильского и Зангезурского уездов Елизаветпольской губернии, а также Ольтинского и Кагызманского округов Карсской области.
Во времена шаха Аббаса I в Нахичеванском ханстве распространилась секта нуктавийа, в основе учения которого была мораль. В своём быту они допускали всё, что запрещалось шиизмом. До XIX века нуктавийа в Нахичевани скрывалась, но в эпоху русского правления стали исповедовать открыто. В Нахичевани нуктавиты прозвали своё учение франк-массонством («фармасион»); их местом стала ханака Пир Якуба.
Согласно ЭСБЭ, наибольшим фанатизмом из народов Кавказского края, исповедующих ислам, отличались таты-мусульмане, адербейджанские татары (азербайджанцы) и горцы Дагестана, но относительно азербайджанцев ЭСБЭ также отмечает, что «в религии они хотя и мусульмане, но очень толерантны». Высокую веротерпимость азербайджанцев отмечает также и Элизе Реклю:
Наконец, замечательной чертой тюркского населения Закавказья может служить его крайняя веротерпимость. Шииты здесь преобладают, но они ничуть не притесняют мусульман-суннитов; у татар Закавказья между обеими сектами совсем не существует той свирепой вражды друг к другу, которая встречается в других мусульманских странах.
То же самое отмечает и Александр Петцольд, добавляя, что толерантность эта распространяется и на христианское население.

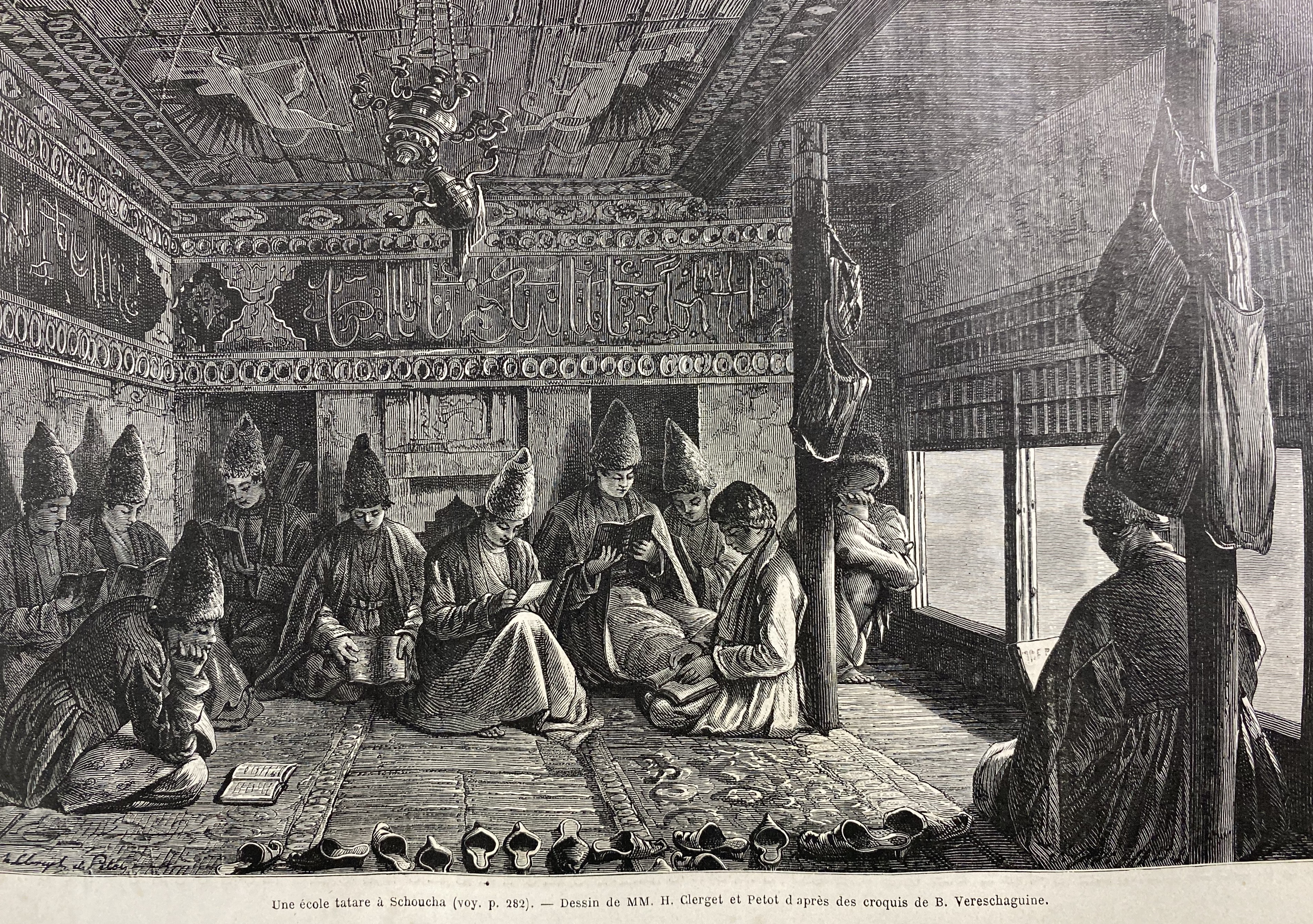
«Татарская» (азербайджанская) школа в Шуше (Карабах). 1865 год. В. В. Верещагин

В прошлом полагали, что 70 % советских азербайджанцев — шииты (3 800 000 в 1979 году), а остальные 30 % — сунниты. В настоящий момент большинство азербайджанцев, проживающих в Азербайджане, являются шиитами; меньшая часть — суннитами. Сунниты преобладают в северной и западной части Азербайджана. Несмотря на трагическую судьбу ислама на Кавказе в XX веке, влияние ислама в Азербайджане остаётся значительным; в стране сохранились традиции арабоязычной исламской культуры.

### Иран и Дагестан
Проживающие в Иране азербайджанцы, как и кавказские азербайджанцы, в основном являются последователями иснаашаритского (двунадесятники, имамиты) направления шиизма. Они (азербайджанские шииты-иснаашариты) приверженцы религиозно-правового учения усулийун. Усулиты, в отличие от второго иснаашаритского учения ахбарийун, признают не только Коран и хадисы, но и канонические решения муджтехидов. Среди иранских азербайджанцев можно было также встретить последователей крайней шиитской секты (гулат) али-илахи. Есть приверженцы шиитского ответвления суфийского ордена накшбандия.
Великий аятолла, марджа Мохаммад Казем Шариатмадари был выходцем из азербайджанской среды. Он был главой шиитов Иранского Азербайджана и самым почитаемым шиитским лидером страны до возвращения аятоллы Хомейни. Большая часть верующих азербайджанцев относилась к числу его последователей.
Подавляющее большинство проживающих в Дагестане азербайджанцев — жители Дербента — шииты, а азербайджанцы, живущие в сельской местности (Дербентский и Табасаранский районы) — сунниты.

### Последователи других конфессий
По данным на 2007 год в Азербайджане проживали 5 тыс. азербайджанцев-христиан, состоящие в основном из новообращённых (православие принял поэт-песенник Онегин Гаджикасимов). Среди иранских азербайджанцев есть небольшое количество бахаи.

## Быт

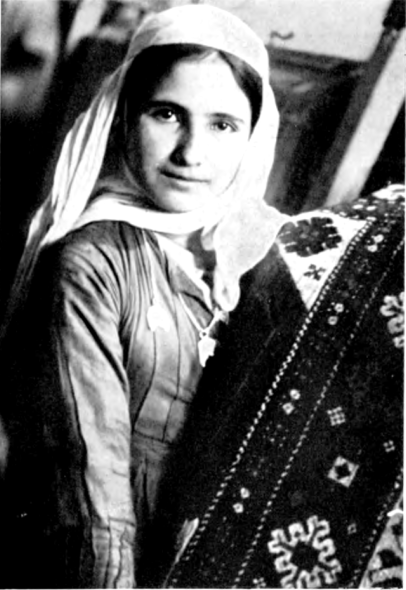
Ковровщица Садыкова с изготовленным ею ковром. Баку, 1934

Традиционные занятия городского населения — ковроткачество (подробнее см. также статью про азербайджанский ковёр, среди которых выделяют бакинские, гянджинские, казахские, ширванские, шемахинские, карабахские, кубинские и тебризские), златокузнечное и ювелирное производство, обработка дерева и камня, начиная с XIX века — промышленность; сельского — земледелие, хлопководство, садоводство, виноградарство, шелководство, возделывание технических культур, отгонное овцеводство, разведение крупного рогатого скота. Важнейшие зерновые культуры — пшеница, ячмень, рис, а также просо, рожь, кукуруза, овёс. Вплоть до начала XX века сельские татары Карабаха (азербайджанцы) в основном вели кочевой и полукочевой образ жизни (в 1845 году более 80 %) в зависимости от времени года и состояния кормов для скота (весной — на горные пастбища, а осенью — к зимовникам, в более низменные места). Географ и агроном Александр Петцольд, посетивший Кавказ в 1863—1864 годах, объясняет это так:
Если под кочевником понимать того, кто не имеет постоянного места жительства, а передвигается со своим скотом и всем хозяйством, то закавказский татарин не является кочевником в этом смысле, так как при более пристальном рассмотрении становится ясно, что он имеет определённое постоянное место жительства, которое он покидает лишь на время, иногда даже не со всем своим хозяйством, а только с частью, и куда он всегда возвращается. [...] Зачастую не все местные жители покидают село; лишь крупный рогатый скот в сопровождении мужчин и женщин, обеспечивающих его уход и содержание, отправляется на горные пастбища в поисках пищи, в которой отказывает высохшая за жаркое лето родина.
Оригинальный текст (нем.)Denn wenn man unter einem Nomaden einin solchen versteht, der keinen festen Wohnsitz hat, sondern mi seinem Vieh und gesammten Hausstand hin une her zieht, so ist der transkaukasische Tatar in diesem Sinne keine Nomade, da bei genauerer Untersuchung sich immer herausstellen wird, dass er einen bastimmten festen Wohnsitz hat, den er nur zeitweilig, bisweilen nicht einmal mit seinem gesammten, sondern nur mit einem Theile seines Hausstandes verlässt, und zu welchem er stets, als zu seiner eigentlichen Heimath, wieder zurückkehrt. [...] Auch verlassen sehr häufig gar nicht alle Bewohner das Dorf; es ist nur das Vieh mit dem zur Abwartung, Pflege Benutzung des Viehes nöthigen männlichen, wie weiblichen Personale ausgezogen, im auf den Gebirgsweiden diejenige Nahrung zu finden, die von der während des heissen Sommers vertrockneten Heimath versagt wird.
Азербайджанская интеллигенция появилась в XIX веке. В этом смысле этнолог Юлиан Бромлей характеризовал азербайджанцев, наряду с казахами, как первых «среди так называемых мусульманских народов, которые приблизились к народам, исторически располагавшим большими отрядами интеллигенции — русским, армянам, грузинам и эстонцам».
Большая часть азербайджанцев в настоящее время живёт в городах. Традиционные сельские поселения азербайджанцев имеют преимущественно разбросанную планировку, в горах террасообразные, плотно застроенные каменными домами с плоскими крышами. В горных и ряде низменных районов распространены дома с деревянными и черепичными скатными крышами. Основные строительные материалы — камень и обожжённый кирпич. В настоящее время условия жизни азербайджанцев в Иране сходны с условиями жизни персов:
Образ жизни городских азербайджанцев не отличается от образа жизни персов, и среди зажиточных классов в городах со смешанным населением широко распространены смешанные браки. Точно так же обычаи азербайджанских сельских жителей, похоже, не сильно отличаются от обычаев сельских жителей-персов.
Оригинальный текст (англ.)The life styles of urban Azerbaijanis do not differ from those of Persians, and there is considerable intermarriage among the upper classes in cities of mixed populations. Similarly, customs among Azerbaijani villagers do not appear to differ markedly from those of Persian villagers.
Эндрю Берк пишет:
Азербайджанцы известны своей активностью в торговле, и на базарах по всему Ирану можно услышать их говорливые голоса. Пожилые азербайджанские мужчины носят традиционные шерстяные шапки, а их музыка и танцы стали частью основной культуры. Азербайджанцы хорошо интегрированы, и многие азербайджанцы иранского происхождения занимают видное место в персидской литературе, политике и духовном мире.
Оригинальный текст (англ.)Azeris are famously active in commerce and in bazaars all over Iran their voluble voices can be heard. Older Azeri men wear the traditional wool hat, and their music & dances have become part of the mainstream culture. Azeris are well integrated, and many Azeri-Iranians are prominent in Persian literature, politics, and clerical world.

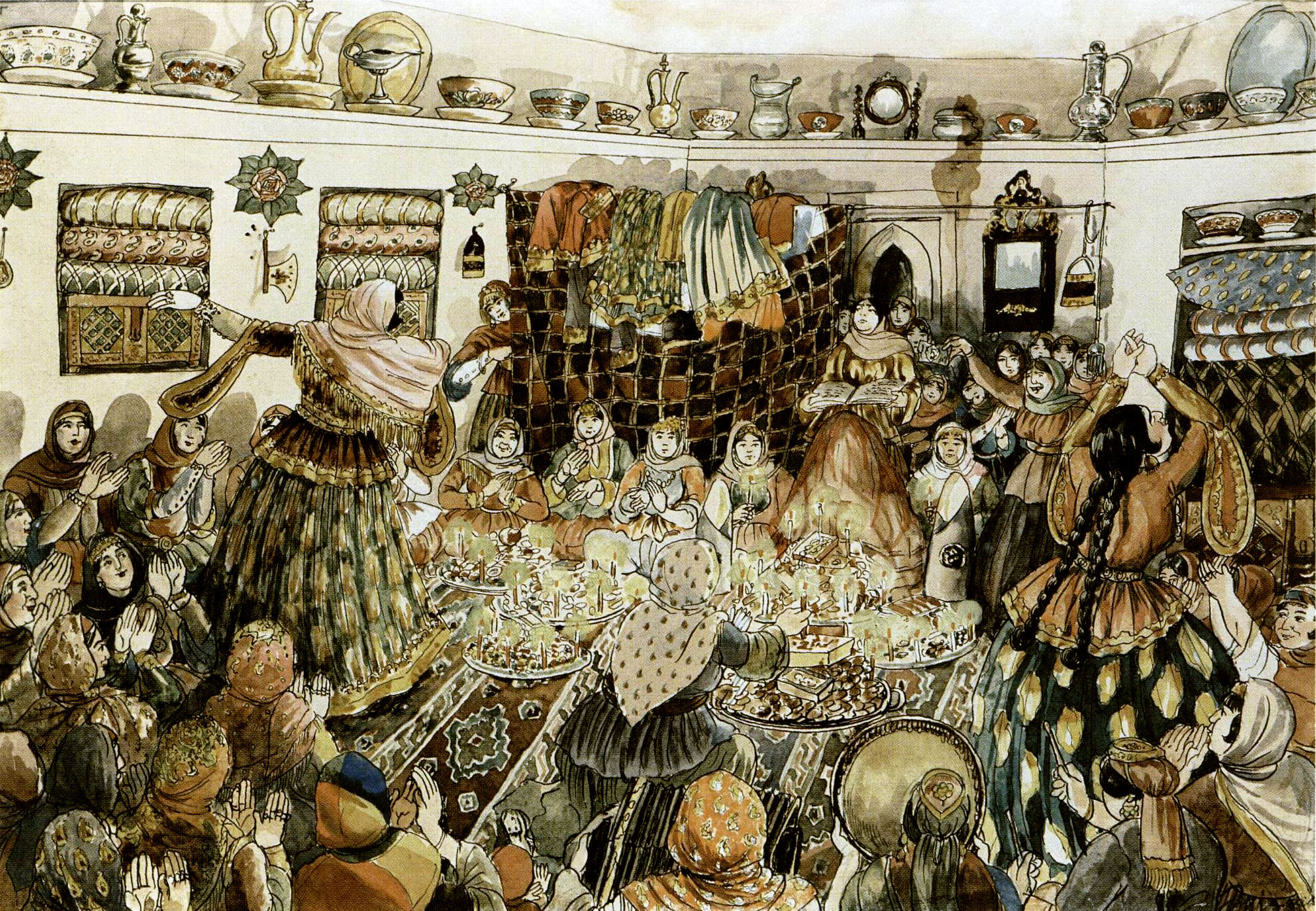
Женская свадьба. Худ. Азим Азимзаде (1930 г.)

В дореволюционное время внутрисемейная жизнь азербайджанцев была регламентирована нормами шариата. Браки заключались преимущественно по сговору и по выбору родителей. В прошлом у азербайджанцев существовали левират (выход замуж за брата умершего мужа) и сорорат (женитьба на сестре умершей жены), которые за годы Советской власти ушли из быта. В дореволюционное время также было распространено так называемое люлечное обручение, когда детей обручали с колыбели. В Азербайджане этот обычай называли «göbək kəsdi» (букв. «отрезали пупок»), «beşik kərtmək» («надрезать люльку»). Были распространены ранние браки девушек — в возрасте 14—16 лет и раньше. «Из общего числа обследованных женщин, вступивших в брак в 1900—1914 гг., на возраст до 15 лет приходилось… в Азербайджане 11,8 %».
В традиционной азербайджанской семье уход за детьми осуществлялся только женщинами, главным образом матерью. В конце XIX века А. А. Захаров писал об азербайджанцах: «Уход за детьми всецело лежит на матери. Отец не вмешивается в воспитание детей… Татарин (то есть азербайджанец — прим.) отец не возьмёт на руки своего ребёнка, не покачает его, разве только он сделает исключение для ребёнка-мальчика». Для дореволюционной азербайджанской семьи было характерно бесправное положение женщины. Захаров писал: «В домашнем быту девушка-татарка (то есть азербайджанка — прим.) представляет пассивное существо. Мать приказывает ей делать ту или иную работу. Она не имеет право самостоятельно распоряжаться или вмешиваться в хозяйственные распоряжения. Это право принадлежит матери, если только при ней нет свекрови или старшей невестки». Азербайджан стал первой мусульманской страной, предоставившей женщинам в 1919 году право голоса.

## Этнопсихология
Доктор психологических наук, профессор В. Г. Крысько пишет об азербайджанцах:

По своему характеру азербайджанцы любознательны, сообразительны, храбры, свободолюбивы, соблюдают данные ими обещания. Как правило, держатся они скромно, но с достоинством, отличаются при этом быстротой суждений и выводов, что не всегда может быть однозначно истолковано другими людьми во взаимоотношениях с ними. Нельзя не учитывать и большую эмоциональность азербайджанцев. Неуважительное отношение к ним или их близким почти всегда воспринимается как посягательство на их честь и достоинство, может вызвать у них чувство обиды или острую ответную реакцию… В конфликтных ситуациях азербайджанцы эмоционально невоздержанны и горячи, но не так безоглядно, как, например, чеченцы или осетины.

В числе отличительных черт характера азербайджанцев Гусейнкули Сарабский отмечал «щедрость, гостеприимство, жизнерадостность, деловитость, мужество, любовь к музыке и танцам, сочувствие горю своих соседей, уважение к чужестранцам, помощь бедствующим, взаимопомощь при торжествах и в беде, любовь к друг другу».

## Комментарии
1. ↑  Что касается самих кочевых племён, составивших кызылбашское объединение, то они были разного происхождения, большая часть из которых откочевала в Азербайджан и Иран из Малой Азии (См. Пигулевская Н. В., Якубовский А. Ю., Петрушевский И. П., Строева Л. В., Беленицкий А. М.. История Ирана с древнейших времён до конца XVIII века. — Л.: Изд-во Ленинградского университета, 1958. Стр. 252.)